# هارلي-ديفيدسون
شركة هارلي ديڨيدسون (الرمز في بورصة نيويورك: HOG، سابقًا HDI)، غالبًا ما تختصر "HD" أو «هارلي»، هي شركة أمريكية مُصنعة للدراجات النارية. تأسست في ميلواكي، ويسكنسن، خلال العقد الأول من القرن العشرين. تعد واحدة من كُبرى الشركات المُصنِعة للدراجات النارية بالولايات المتحدة والمتبقية في الإنتاج إلى الآن بعد تجاوزِها لفترة الكساد الكبير. كما نجت هارلي ديفيدسون من فترة ضعف مراقبة الجودة والمنافسة من الشركات اليابانية.
تبيع الشركة اليوم الدراجات النارية من الوزن الثقيل ذات سعة أكثر من 700 سي سي فقط، والمصممة للترحال والتجوال على الطرق السريعة. ويلاحظ على دراجات هارلي ديفيدسون، أو "الهارلي التخصص التقليدي في الإنتاج ما أدى إلى نمط جديد من طرازات الشوبر "chooper" للدراجات النارية. باستثناء طرازات ڨي آر آس سي [الإنجليزية] "VRSC" الحديثة، تعكس الدراجات النارية الحالية لهارلي ديفيدسون الأنماط الكلاسيكية من تصاميم الهارلي. باءت محاولات هارلي ديفيدسون لتأسيس نفسها في سوق الدراجة النارية خفيفة الوزن بدون أي نجاح يذكر، حتى تم التخلي عنها، فتم بيع الوحدة الفرعية التابعة لها في إيطاليا إرماتشي عام 1978.
تَضُم علامات هارلي ديفيدسون التجارية خمس فئات من الطرازات: التجوال، وسوفتيل، وداينا، وسبورتستر وڨي رود. تختلف هذه الفئات عن بعضها من ناحية الهيكل، والمحرك وغيرها من الخصائص. محركات هارلي ديفيدسون V-التوأم الكلاسيكية، لكل منها زاوية 45° بين الاسطوانات. العمود المرفقي بذراع واحد، وترتَبِط كل المكابس بهذا الذراع من خلال ذراع التوصيل.
تحافظ هارلي ديفيدسون على مجتمع كبير من محبيها ومعجبيها والتي تحافظ علي أنشطتهم من خلال الأندية، والأحداث، والمتحف. يُشكل السماح باستخدام علامة التجارية لهارلي ديفيدسون وشعارها 40 مليون دولار (0.8%) من صافي إيرادات الشركة في عام 2010.

## التاريخ

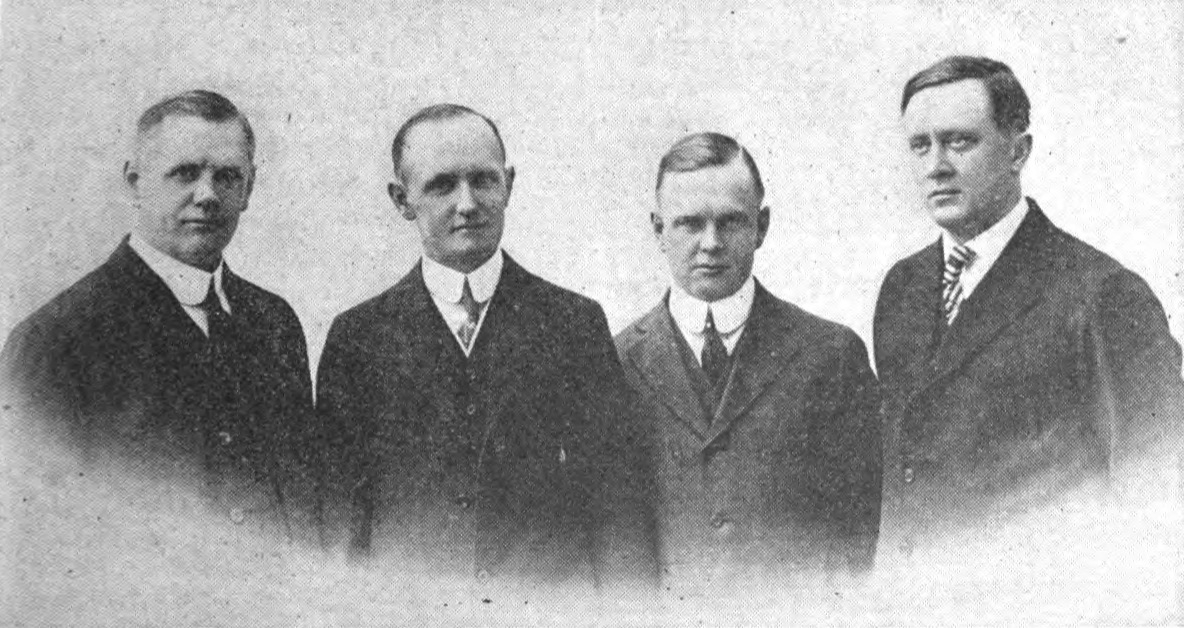
من اليسار: وليليام يفيدسون، والتر ديفيدسون، الأب، آرثر ديفيدسون ويليام هارلي.

### البداية
وضع وليام سيلفستر هارلي، عام 1901، البالغ من العمر حينها 21 عام، خططًا لمحرك صغير بسعة 116 سنتيمتر مكعب وأربع بوصات (102 ملم) للحدافة. تم تصميم المحرك للاستخدامه في إطار دواسة دراجة هوائية. على مدى العامين اللاحقين، عمل هارلي وصديق طفولته آرثر ديفيدسون على محرك دراجتهم باستخدام الجزء الشمالي من ورشة الميكانيكا في ميلواكي بمنزل صديقهم هنري ميلك. تم الانتهاء منه عام 1903 بمساعدة من شقيق آرثر، والتر ديفيدسون. عند اختبارات دورة المحرك، وجد هارلي والاخوة ديفيدسون أنه غير قادر على صعود التلال المحيطة بميلواكي بدون مساعدة دواسة الدراجة. كتبوا ملاحظتهم حول أول محرك دراجة نارية باعتبارها تجربة تعليمية قيمة.
بدأ العمل فورًا على الألة الجديدة المحسنة من الجيل الثاني. كانت هذه أول دراجات نارية لهارلي ديفيدسون ذات محرك كبير بسعة 405 سنتيمتر مكعب مع 9.75 بوصة (25 سم) للحدافات وبوزن 13 كج. كان التحسين في نمط حلقة إطار الآلة مماثل للموجود بدراجات ميلواكي ميركل النارية تصميم 1903 (التي صممها جوزيف ميركل، في وقت لاحق من فلاينج ميركل الشهيرة). أخرجت تصاميم المحرك الكبير وحلقة الإطار دراجات الهارلي من فئة الدراجات الميكانيكية ووضعت لها علامة على طريق تصاميم الدراجات النارية المستقبلية. تلقى الشبان مساعدة لمحركهم الكبير من الرائد اولي إيفنرودي، الذي كان آنذاك يبني محركات وقود من تصميمه الخاص لاستخدامها في صناعة السيارات على شارع بحيرة ميلواكي.

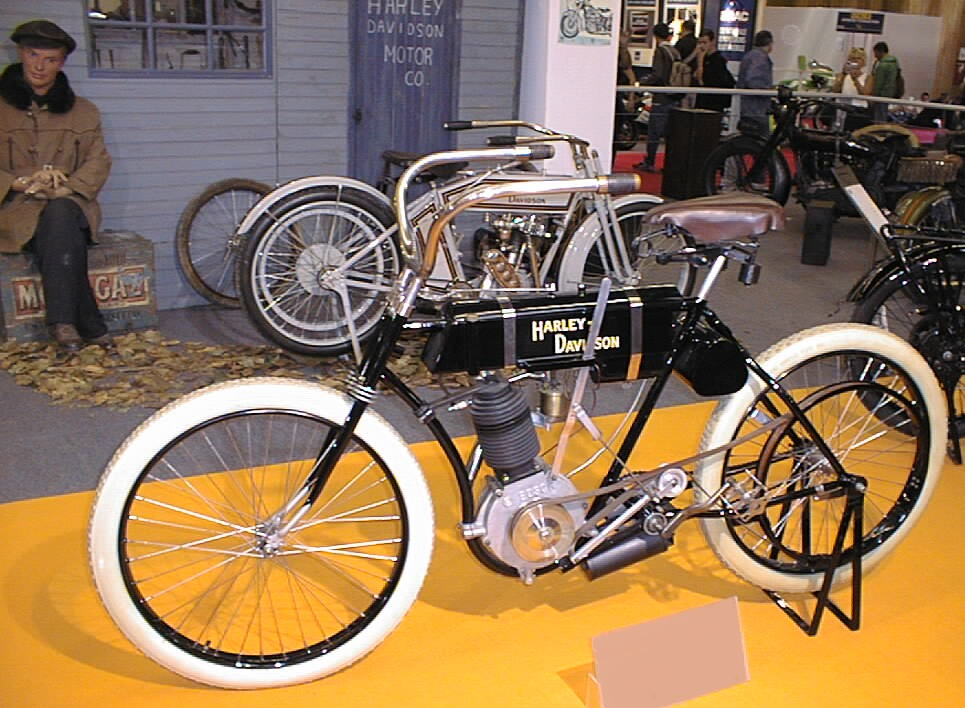
النموذج الأولي.

جُمع النموذج الأولي لهارلي ديفيدسون بحلقة إطار جديدة 10 قدم × 15 قدم (3.0 م × 4.6 م) في الفناء الخلفي لمنزل أسرة ديفيدسون. صنعت معظم الأجزاء الرئيسية للدراجة الجديدة بالفناء، مع ذلك، صنعت أجزاء آخرى في مكان آخر، منها بعض الأجزاء المصنعة في ريال شوب ميلواكي الغربية حيث كان شقيقه الأكبر وليام ديفيدسون يرأس العمال به. توفر النموذج الأولي في 8 سبتمبر 1904، عندما تنافست في سباق للدراجات النارية في ميلواكي الذي اقيم في ستيت فير بارك. حصل بها هيلدبراند إدوارد على المركز الرابع. يعد هذا هو أول ظهور موثق من دراجة نارية هارلي ديفيدسون في السجل التاريخي.
وضعت إعلانات صغيرة في «مجلة السيارات وتجارة الدرجات» في يناير عام 1905، والتي عرضت محركات هارلي ديفيدسون لتجارة «افعلها بنفسك». بحلول أبريل، كانت الدراجات النارية كاملة في الإنتاج على أساس محدود للغاية. في ذلك العام، باع أول تاجر لهارلي ديفيدسون، كارل إتش لانج من شيكاغو، ثلاثة دراجات من اثنتي عشرة من التي بنيت في الفناء الخلفي لأسرة ديفيدسون (بعد بضع سنوات اتخذت سقيفة المصنع الأصلي بشارع جونو حيث ظل على مدى عقود عديدة بمثابة تعبير عن أصول الشركة المتواضعة. لسوء الحظ، تم تدميره عن طريق الخطأ من قبل المقاولين في السبعينات أثناء عملية تنظيف ساحة المصنع). فازت دراجة هارلي ديفيدسون بسباق 15 كيلومتر في شيكاغو في زمن قدره 19:02. تعاقدت الشركة في ميلواكي مع أول موظف لها بدوام كامل.

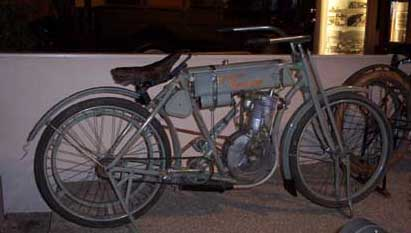
نموذج 1907.

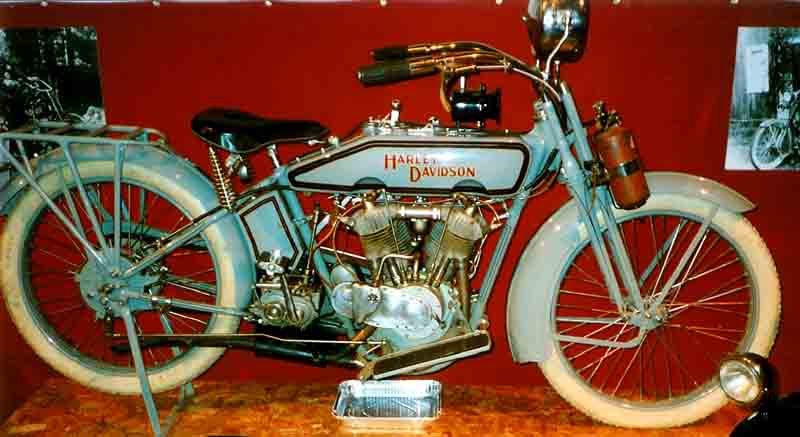
هارلي ديفيدسون 1,000 سي سي، نموذج 1916

شيد هارلي والاخوة ديفيدسون أول مصنع لهم في شارع كستنائي (الآن جادة جونو) في عام 1906. بقى هذا الموقع مقر الشركة إلى اليوم. كان المصنع بمساحة 28 × 80 قدم (8.5 م × 24 م) مبنى خشبي من طابق واحد. تم زيادة عدد الموظفين إلى ستة موظفين بدوام كامل. أيضا، تم إنتاج أول دراجة نارية تسويقية من قبل الشركة ولقبت «فولّو جراي سايلنت». أنتجت الشركة حوالي 50 دراجة نارية في تلك السنة.
تخرج وليام سيلفستر هارلي من جامعة ويسكونسن ماديسون عام 1907، وحصل على شهادة البكالوريوس في الهندسة الميكانيكية. توسع المصنع توسع إضافي ببناء الطابق الثاني، اضيف لاحقًا طِلاَء وإضافات من طوب ميلواكي الأصفر الباهت («قشدي»). مع زيادة إنتاج بتسهيلات جديدة ليصل إلى 150 الدراجات النارية عام 1907. تأسست الشركة رسميا تحت اسم «هارلي ديفيدسون موتور» يوم 17 سبتمبر 1907. تقسمت الأسهم بين المؤسسين الأربعة، واصبح عدد الموظفين أكثر من الضعف مقارنة بالعام السابق بزيادة ثمانية عشر موظفا، وتضاعفت مساحة المصنع كذلك. بدأ توظيف تجار جدد، واستهداف إقليم نيو إنجلاند. بدأوا في بيع دراجاتهم النارية إلى إدارات الشرطة في ذلك الوقت، وهو السوق الذي كان مهما لهم من أي وقت مضى. وتم تسليم أول دراجة نارية تباع للشرطة إلى قسم شرطة ديترويت عام 1908.
كان إنتاج جميع الموديلات بين عامي 1905 و 1906 باسطوانة واحدة مع محركات بسعة 440 سي سي. في فبراير 1907 تم عرض نموذج أولي مع محرك باسطوانتين محرك V-التوأم في عرض للسيارات بشيكاغو. على الرغم العرض، تم تصنيع عدد قليل جدًا من هذه الموديلات بين عامي 1907 و 1910. كان هذا أول نموذج باسطوانتين بسعة 880 سي سي، وبقدرة نحو 7 حصان. كانت السرعة القصوى له حوالي 60 ميلا في الساعة (100 كم / ساعة). قفز الإنتاج من 450 دراجة نارية عام 1908 إلى 1,149 عام 1909.

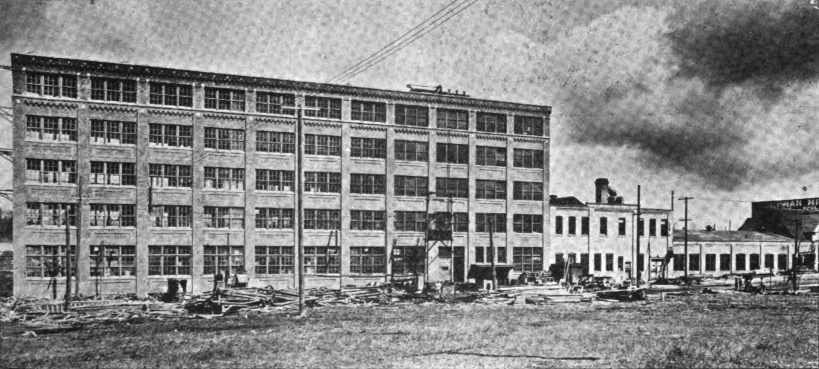
أعمال هارلي ديفيدسون عام 1911

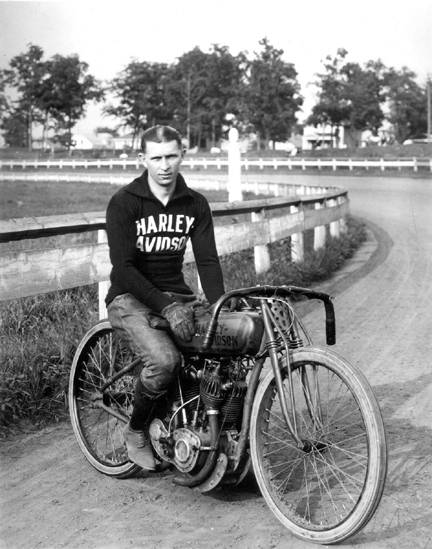
رالف هيبورن على دراجته الهارلي في سباق (هذه الصورة عام 1919).

تم صناعة نحو 150 طرازا من هذه الدراجات النارية في الولايات المتحدة بحلول عام 1911، على الرغم من صغر عدد الطرازات المتبقي من عام 1910.
تم استحداث تحسين لنموذج محرك V-التوأم عام 1911. عمل المحرك الجديد بصمامات سحب ميكانيكية، على عكس صمامات السحب المستخدمة في محرك V-التوأم السابق التي فُتحت بواسطة فراغ في المحرك. مع سعة 811 سي سي، محرك V-التوأم الذي صنع عام 1911 أصغر من الطرازات السابقة له، لكنه أعطى أداء أفضل. بعد عام 1913 أغلبية الدراجات التي أنتجها هارلي ديفيدسون كانت تستخدم في موديلاتها محركات من نوع V-التوأم.
استُخدم «الشريط والدرع» في الشعار لأول مرة عام 1910، وسجلت العلامة التجارية في مكتب براءة الاختراع الأمريكية بعد عام واحد.

### الحرب العالمية الأولى
دخَلت الولايات المُتحدة الحرب العالمية الأولى، عام 1917، وطَلب الجيش الدراجات النارية لاستخدامها في المجهُود الحربي. سبق أن استخدم الجيش درجات الهارلي في حملة بانشو فيا لكن الحرب العالمية الأولى كانت المرة الأولى وقد اعتمد عليها في العمليات القتالية. تشير التقديرات إلى أن هارلي ديفيدسون قدمت حوالي 20,000 دراجة للقوات العسكرية.

### العشرينيات

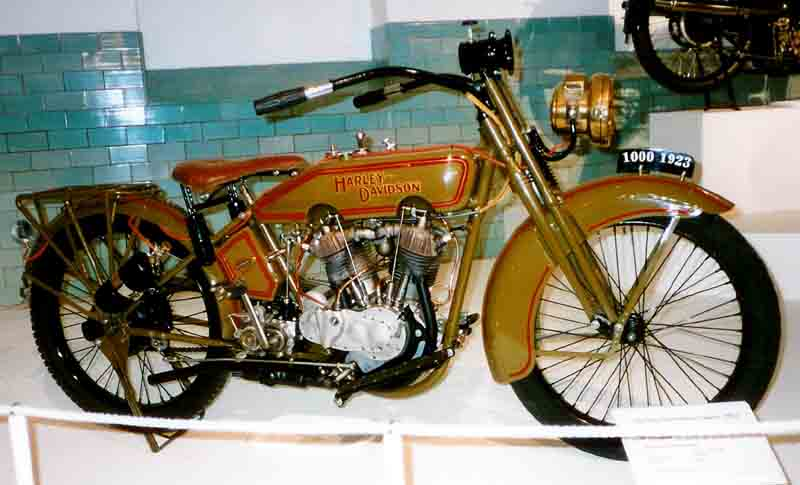
هارلي ديفيدسون 1000 سي سي انتاج 1923

أصبحت هارلي ديفيدسون أكبر مُصنِع للدراجات النارية في العالم، عام 1921، بإنتاج 28,189 دراجة، ووكلاء في 67 دولة.
حققت هارلي ديفيدسون، في عام 1921، بسائقها أوتو ووكر، أول فوز لهم في سباق متوسط سرعته أكثر من 100 ميل في الساعة (160 كم / ساعة).
خلال العشرينيات، أُضيِفت العديد من التحسينات على الدراجة، مثل محرك V-التوأم الجديد 74 بوصة مكعبة (1,212.6 سم مكعب)، وعُرض في عام 1922، وخزان الوقود الجديد على شكل «الدمعة» عام 1925. تمت إضافة الفرامل الأمامية في عام 1928 وأبرز الطِرازات چى/چى دي.
في أواخر صيف عام 1929، قدمت هارلي ديفيدسون المحرك V-التوأم في 45 بوصة مكعبة (737 سم مكعب) المسطح، للمنافسة الدراجة سكوت 101 الهندية والدراجة اكسلسيور سوبر اكس. النموذج «دي»، أنتج في الفترة من 1929 إلى 1931. أشار الدراجون الهنود بسخرية إلى هذا النموذج باسم «هارلي ثلاثي الاسطوانات» لأن المحرك كان في وضع مستقيم ومواز لجبهة الاسطوانة.

### الكساد الكبير

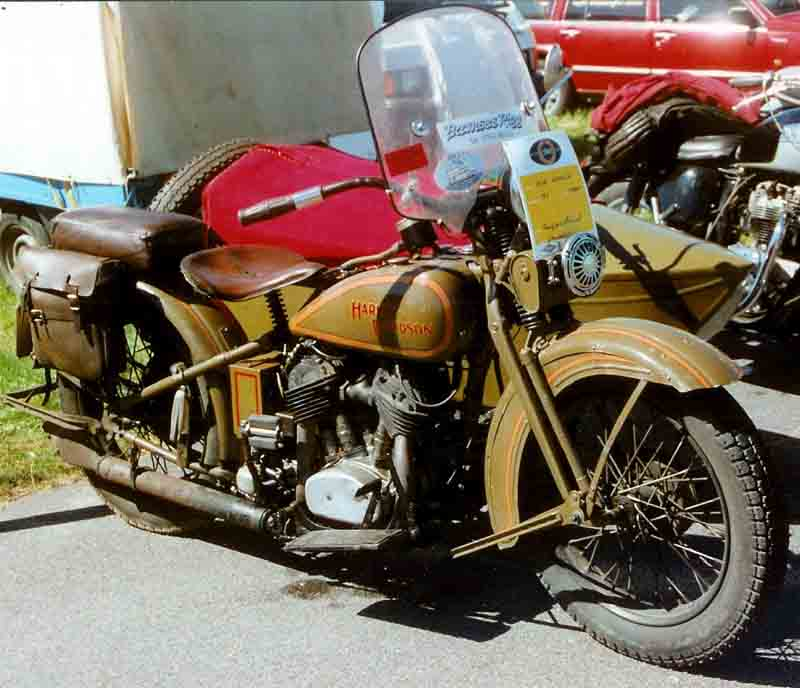
هارلي ديفيدسون 1,200 سي سي "إس ڨي" 1931

بدأت فترة الكساد الكبير بعد بضعة أشهر من إدخال أسطوانات من سعة 737 سي سي. تراجعت مبيعات هارلي ديفيدسون من 21,000 عام 1929 إلى 3,703 في عام 1933. على الرغم من ذلك، كشفت هارلي ديفيدسون عن تشكيلة جديدة لعام 1934، التي تضمنت محرك مسطح الرأس بأسلوب آرت ديكو.
من أجل الصمود فيما تبقى من فترة الكساد، صنعت الشركة محطات للطاقة الصناعية قائمة على محركات الدراجات النارية الخاصة بهم. كما أنها صممت وبنيت مركبات ناقلة ذات ثالث عجلات سميت سيارة سيرفي [الإنجليزية]، وظلت تنتج حتى عام 1973.

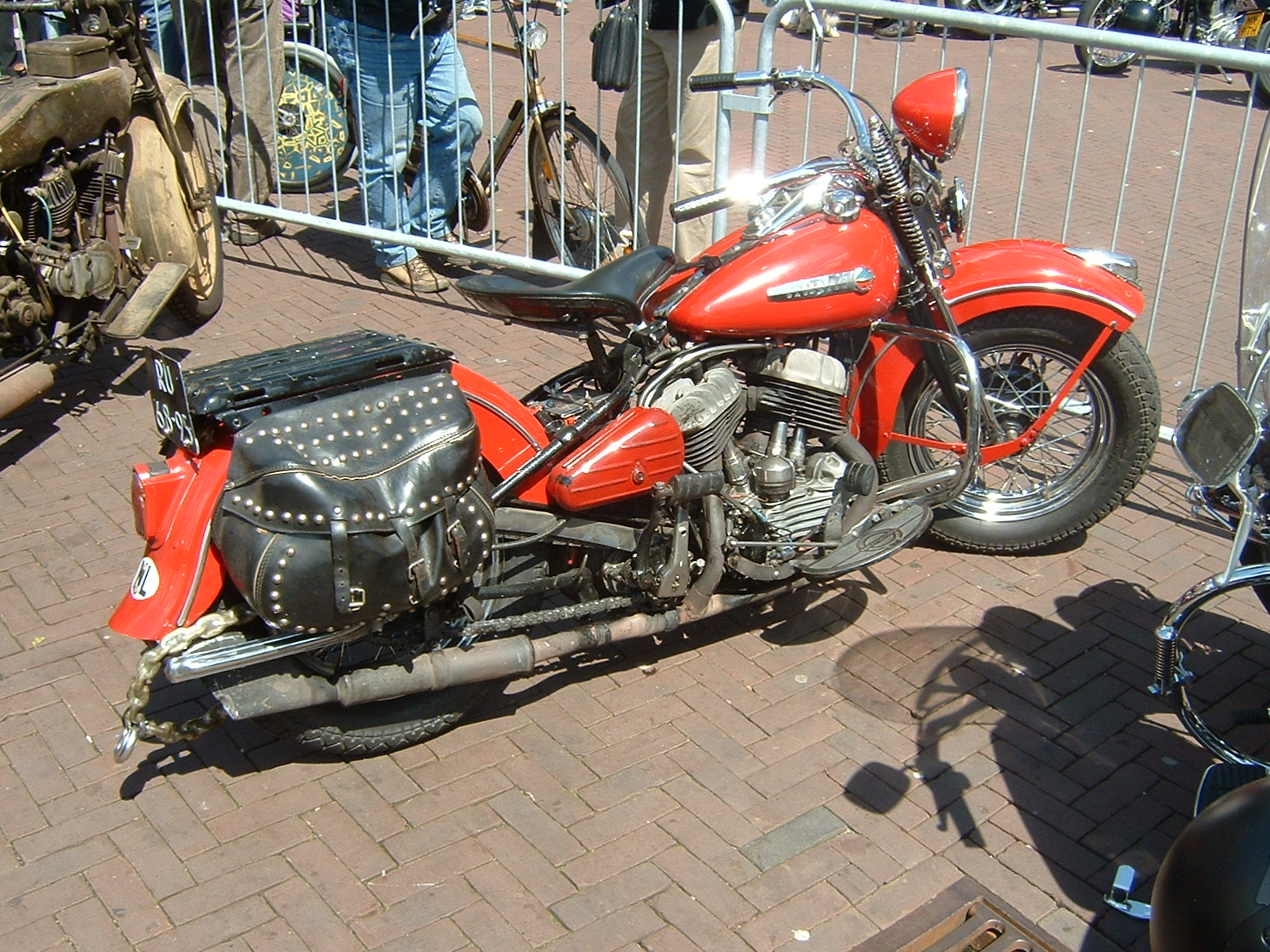
هارلي ديفيدسون "دبليو إل"

في منتصف الثلاثينيات، فتح ألفريدريتش شايلد خط إنتاج في اليابان مع لدرجات في أل 74 بوصة مكعبة (1,210 سم مكعب). الشركة اليابانية حاملة الترخيص سانكيو سايوكو، قطعت العلاقات التجارية مع هارلي ديفيدسون في عام 1936 واستمر تصنيع في أل تحت اسم دراجات ريكو [الإنجليزية].

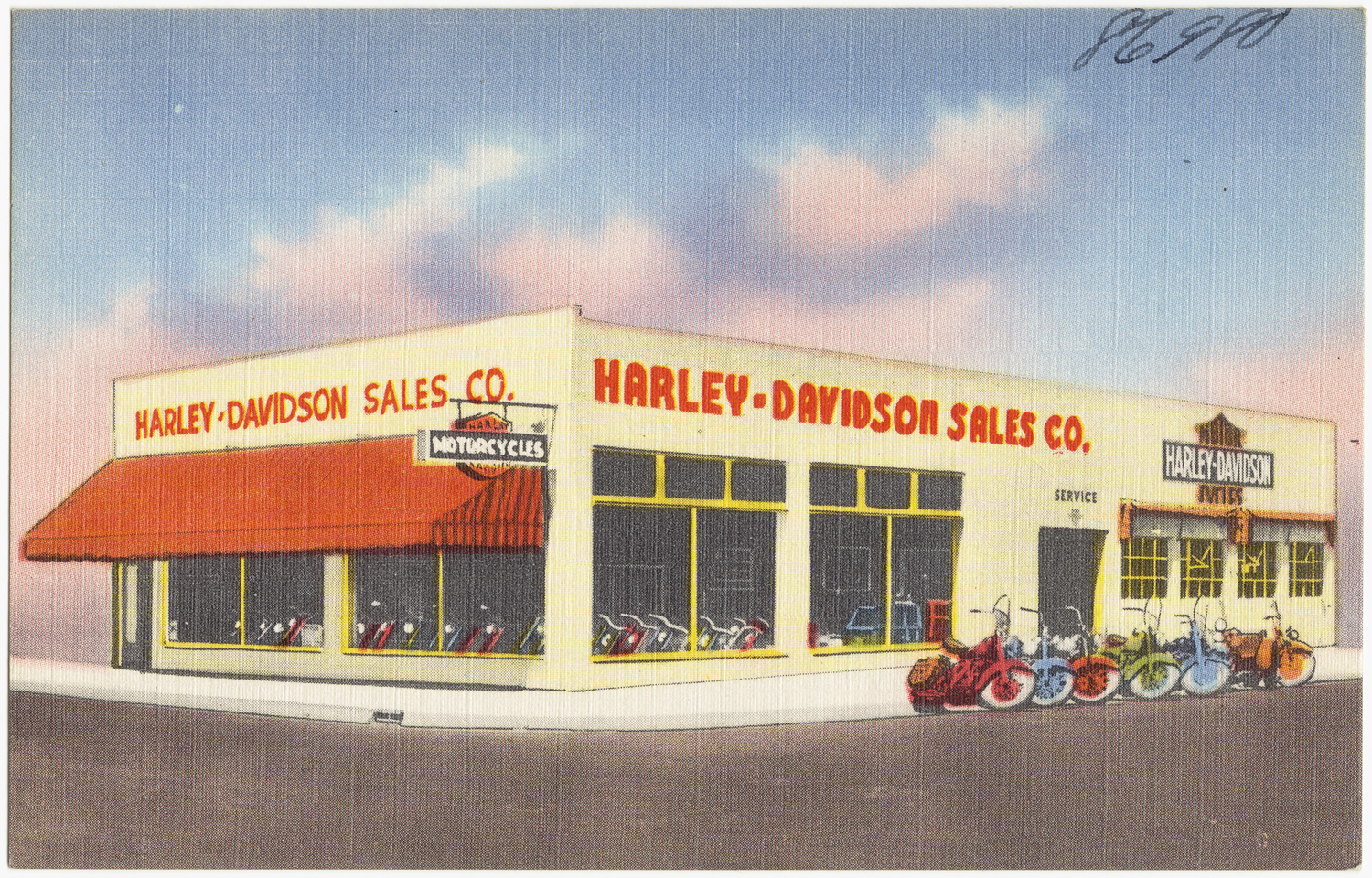
متجر بيع درجات الهارلي في تكساس، 1930-1945.

تم إضافة المحرك مسطح الرأس 80 بوصة مكعبة (1,300 سم مكعب) إلى خط الإنتاج عام 1935، وهو الوقت الذي توقف فيه إنتاج الدراجات النارية ذات الاسطوانة الواحدة.
تم إدخال نماذج «61إي» و«61إي إل» عام 1936، مع محركات صمام علوي [الإنجليزية] «رأس المفصل». مشاكل صمام التحكم في محركات رأس المفصل تطلب في السابق إعادة تصميم خلال السنة الأولى من الإنتاج والتعديل التحديثي للصمامات الجديدة على محركات في وقت سابق.
تم تجهيز محركات المسطحة لكل هارلي ديفيدسون بأنظمة إعادة تدوير الوقود الجافة مستنقع مماثلة لتلك التي أدخلت في "المفصل رأس [الإنجليزية]" محرك بحلول عام 1937. المنقحة 74 بوصة مكعبة (1,210 سم مكعب) تم إعادة تسمية V ونماذج VL U و UL، ال 80 بوصة مكعبة (1,300 سم مكعب) VH وVLH ويجب إعادة تسميته «يو إتش» و«يو إتش إل»، 740سي يس آر ويجب إعادة تسميته دبليو.
في عام 1941، تم إدخال 74 بوصة مكعبة (1,210 سي سي) «رأس المفصل»، كما و F FL. أوقفت 80 بوصة مكعبة (1,300 سم مكعب) مسطح الرأس UH ونماذج ULH بعد عام 1941، في حين تم إنتاج 74 "U & UL نماذج مسطح الرأس حتى عام 1948.

### الحرب العالمية الثانية

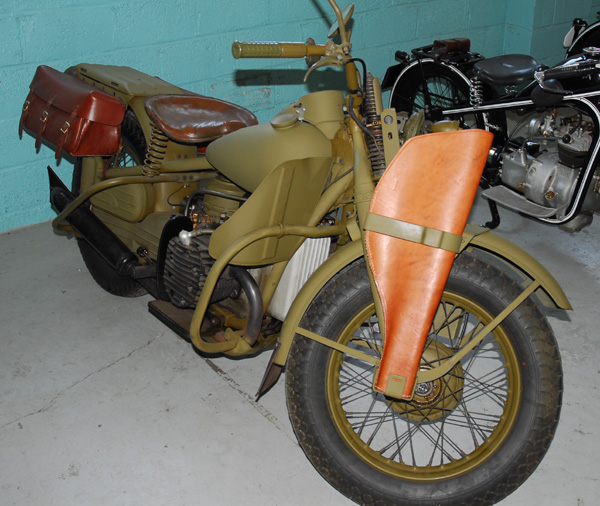
نسخت الهارلي نموذج بي ام دبليو آر 71 لانتاج XA.

تجاوزت شركتين فقط للدرجات النارية في أمريكا فترة الكساد الكبير،
وبدأت هارلي ديفيدسون في الإنتاج مرة أخرى بأعدادا كبيرة من الدراجات النارية للجيش الأمريكي خلال فترة الحرب العالمية الثانية واستأنفت الإنتاج المدني بعد ذلك، وانتجت مجموعة واسعة من الدراجات النارية بمحرك V-التوأم الكبير التي لاقت ناجحًا بحلبات السباق أو للاستخدام الشخصي على حد سواء.
جهزت هارلي ديفيدسون، عشية الحرب العالمية الثانية، نسخة عسكرية محدودة من محركها الـ 45 بوصة مكعبة (740 سم مكعب) نموذج WL، سميت WLA [الإنجليزية]. (يرمز الـ A إلى "Army" الجيش.). عند اندلاع الحرب، تحولت هارلي ديفيدسون ومعظم شركات التصنيع الأخرى، إلى أعمال الحرب. أكثر من 90,000 دراجة نارية عسكرية، سيتم إنتاجها في الغالب من نوعي WLA و WLC (النسخة الكندية)، والعديد منها تعين تقديمها للحلفاء. نالت هارلي ديفيدسون جائزتين "E" من سلاح البحرية، واحدة في عام 1943 والآخر في عام 1945، التي تم منحها لتميزها في الإنتاج.

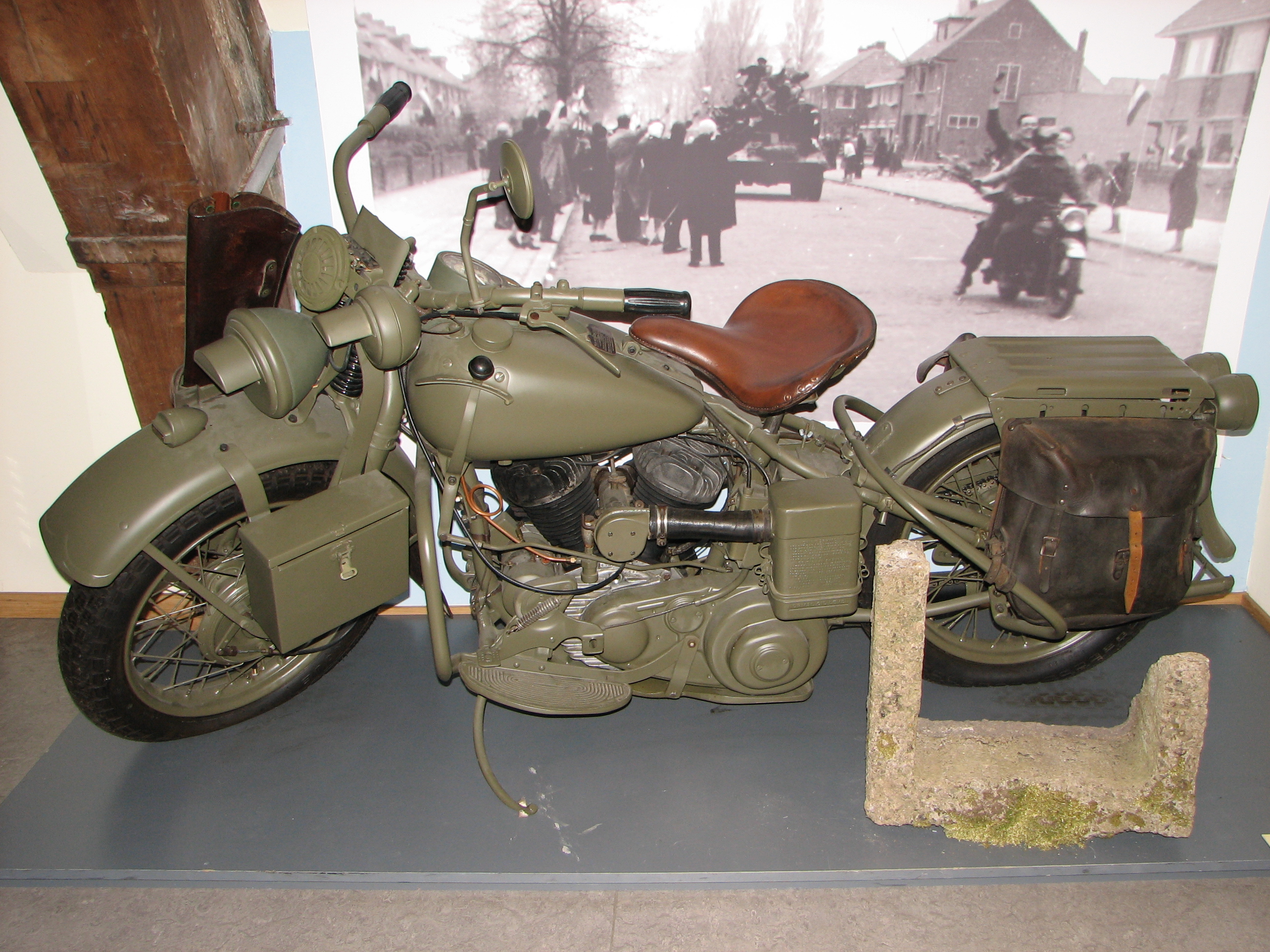
انتجت الهارلي الـ"دبليو ال سي" (WLC) للجيش الكندي.

الشحنات الموجهة إلى الاتحاد السوفياتي في إطار قانون الإعارة والتأجير وصل تعداها 30,000 دراجة على الأقل. أنتجت WLA خلال السنوا الأربع للإنتاج الحربي وبالعموم حصلوا على الأرقام التسلسلية لعام 1942 . توقفت إنتاج WLA بانتهاء الحرب العالمية الثانية، ولكنه استؤنف من عام 1950 إلى 1952 لاستخدامها في الحرب الكورية.
طلب الجيش الأميركي من هارلي ديفيدسون إنتاج دراجة نارية جديدة بمواصفات دراجات بي ام دبليو بمييزات مثل الصمام الجانبي وناقل الحركة آر 71 "R71". صممت هارلي المحرك الذي تشابه إلى حد كبير بمحرك بي ام دبليو وعجلات الدفع وأنتج وناقل حركة بدراجة هارلي ديفيدسون XA [الإنجليزية] 1942 750 سي سي. أختلف هذا عن جميع تصاميم وأجزاء وأبعاد (باستثناء الصمامات الجانبية) أي محرك هارلي ديفيدسون صنع سابقًا. ونظرًا لنظام التبريد المتفوقة للمحرك التوأم المسطح [الإنجليزية] مع اسطوانات عبر الإطار، رؤس اسطوانات الهارلي "XA" تدير 100 °ف (56 °م) أكثر برودة من V-التوأم. لم تدخل الـ XA خط الإنتاج الكامل: فقد طغت السيارات الجيب على استخدام الدراجة النارية في الخدمة بالجيش، وWLA الموجودة بالفعل في خطوط الإنتاج كان كافٍ لاستخدمها المحدود في الشرطة والمُوَاكِب ونقل المراسلات (ساع البريد). صُنع فقط 1,000 دراجة والـ XA لم تدخل إلى خطوط الإنتاج الكامل. إلا أنها تبقى هارلي ديفيدسون بناقل حركة مميز من أي وقت مضى.

### النماذج الصغيرة

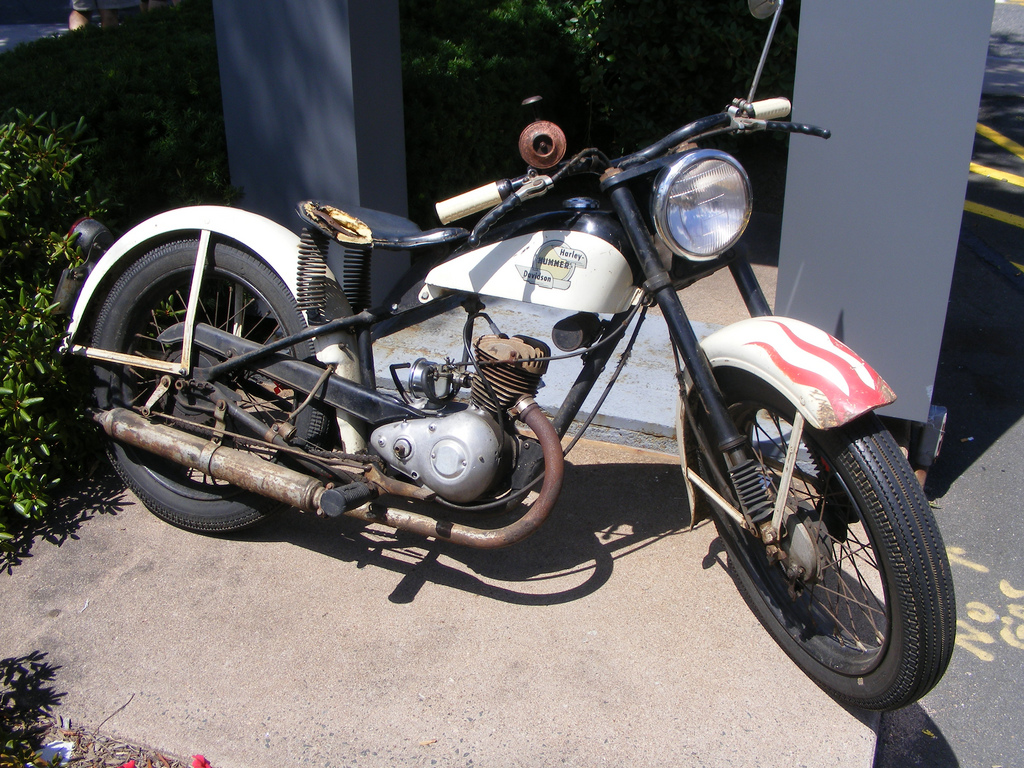
هارلي ديفيدسون همر

استحوذت هارلي ديفيدسون على تصميم دراجة نارية الألمانية الصغيرة، دي كَ دبليو آر تي 125 "DKW RT 125 [الإنجليزية]"، كجزء من تعويضات الحرب، تم تصنيعها، وبيعها في الفترة من 1948 إلى 1966. صُنِعت نماذج مختلفة، بما في ذلك نموذج هارلي ديفيدسون همر [الإنجليزية] في الفترة من عام 955 إلى 1959، ولكن يشار إليها كلها دون تمييز على أنها «همر» حاليًا. أخذت شركة برمنغهام للأسلحة الصغيرة بالمملكة المتحدة نفس التصميم كأساس لتصميمهم درجات بي آس أيه بانتام (BSA Bantam).

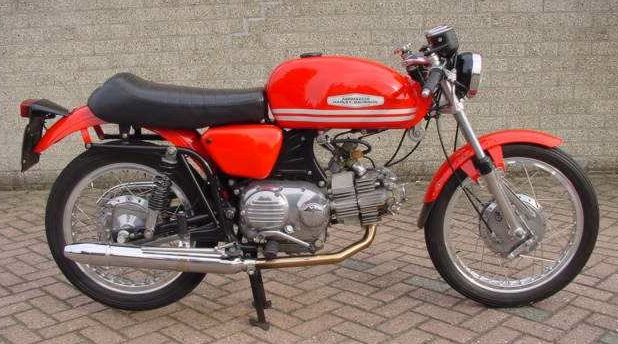
ايرماكي هارلي ديفيدسون توريزمو فيلوسي 1971

دمجت هارلي ديفيدسون خطوط إنتاج النموذج 165 والهمر في سوبر 10 عام 1960، لتسهيل إنتاج توبر سكوتر، واشترت 50% من شركة إرماتشي "Aermacchi" للدراجات النارية عند تقسيمها. بدأت استيراد إرماتشي 250 سي سي ذات محرك أفقي الفردي في العام التالي. حمل الدراجة شارات هارلي ديفيدسون وتم تسويقها تحت اسم هارلي ديفيدسون سبرينت. زاد المحرك ليصبح 350 سي سي عام 1969  وبقى هذا الحجم حتى عام 1974، عندما تم وقف إنتاج محرك سبرينت رباعي الأشواط.
بعد أن توقف إنتاج نماذج بيسر وسكات بنهاية عام 1965، أصبحت البوبكات آخر الدراجات النارية من صنع هارلي ديفيدسون بمحرك ثنائي الأشواط. تم تصنيع نموذج البوبكات في عام 1966.
استبدلت هارلي ديفيدسون دراجات الوزن الخفيف الأمريكية الصنع ذات المحرك ثنائية الأشواط بدراجات إيرماكي الصنع ثنائية الأشواط إم-65، إم-65S، ورابيدو "Rapido". كانت إم-65 شبه خطوة من خلال إطار ودبابات. كان إم-65S على إم-65 مع أكبر خزان أن القضاء على ميزة من خلال خطوة. كان رابيدو دراجة أكبر مع محرك 125 سي سي. إيرماكي بنيت أصبح هارلي دافيدسون تماماثنائي الأشواط مدعوم عند 250 سي سي ثنائي الأشواط SS-250 استبدال رباعي الأشواط 350 سي سي سبرينت في عام 1974.
اشترت هارلي ديفيدسون حق السيطرة الكاملة على إنتاج الدراجة النارية لإيرماكي عام 1974 واستمرت في صنع الدراجات النارية ثنائية الأشواط حتى عام 1978، عندما باعت المنشأة لشركة جاجيفا الإيطالية لصناعة الدرجات.

### الأسواق الخارجية
قُبَيْلَ الحرب العالمية الثانية، تم إنتاج هارلي ديفيدسون في اليابان بموجب ترخيص لشركة ريكو لمحركات الاحتراق الداخلي [الإنجليزية] بدأ الإنتاج من عام 1929 تحت اسم هارلي ديفيدسون وباستخدام أدوات الهارلي نفسها، ثم بعد ذلك اُنتِجت تحت اسم ريكو. استمر الإنتاج إلى عام 1958.

### تَلطّخ السمعة

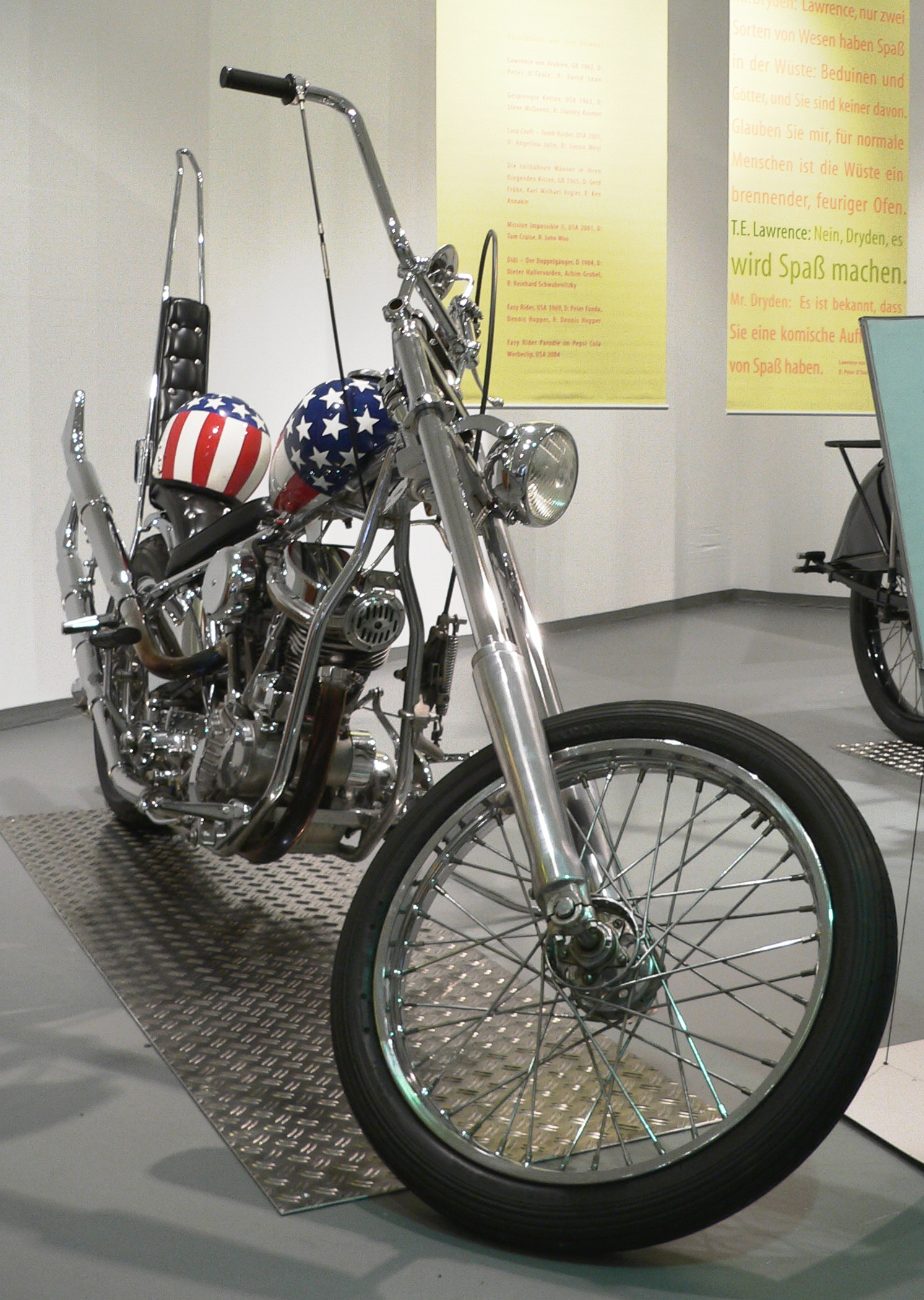
نسخة طبق الأصل من "الدراجة الخاصة بكابتن أميركا" من فيلم ايزي رايدر.

بعد تطبيق لجنة التجارة الدولية بالولايات المتحدة عام 1952 لضريبة بمعدل 40% على الدراجات النارية المستوردة، اتهمت هارلي ديفيدسون بالممارسات التقييدية.

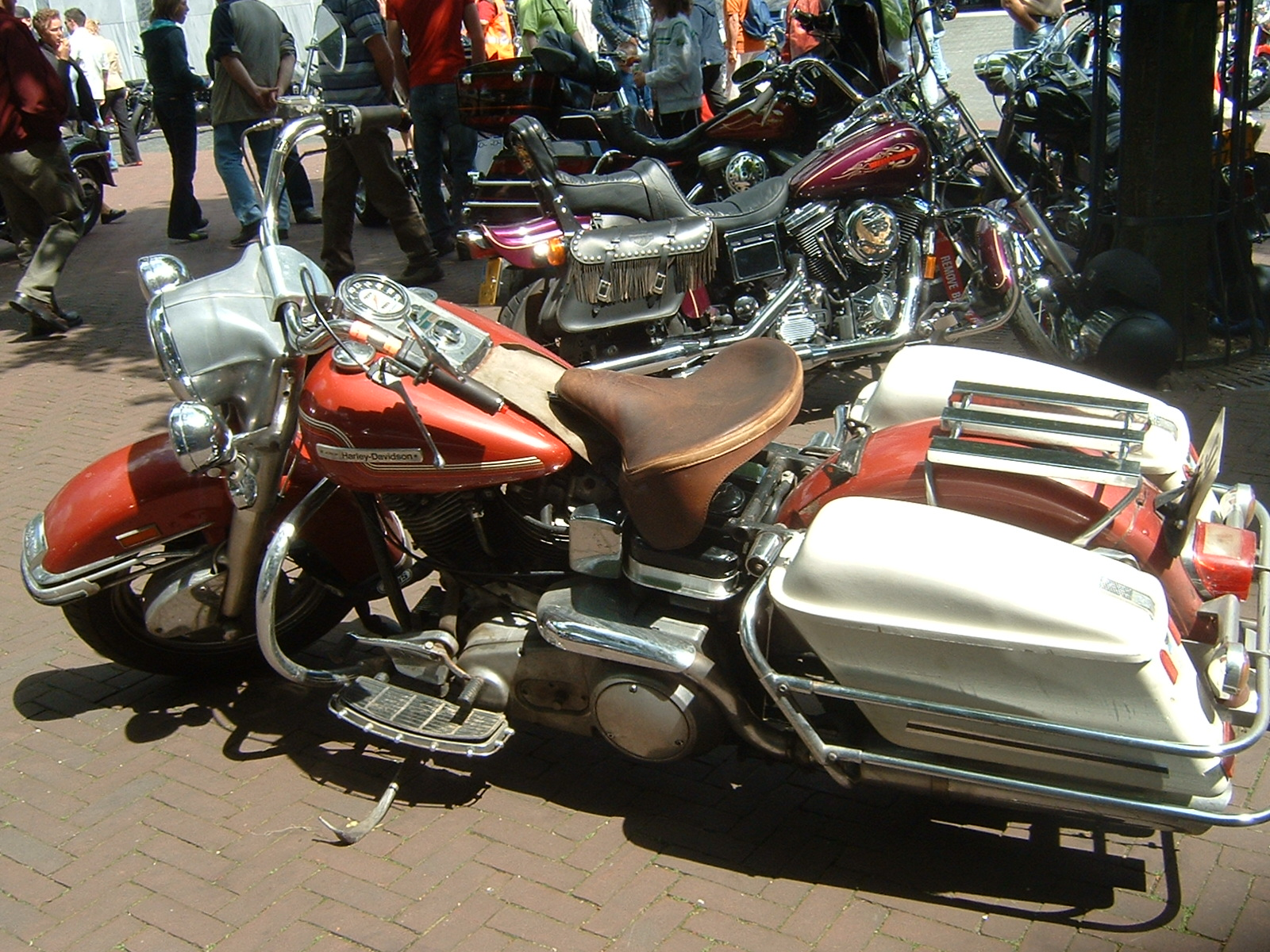
هارلي ديفيدسون (AMF)

اشترت شركة الأمريكية للألات مَصْبُوبات (AMF) شركة هارلي ديفيدسون، نظمت الإنتاج، وخفضت من القوة العاملة. أددت هذه الأساليب إلى إضراب عمالي وجودة أقل في التصنيع. أصبحت الدراجات باهظة الثَمن رديِئة في الأداء، والقيادة، والجودة إذ ما قورنت بالدراجات النارية اليابانية. تراجعت المبيعات والجودة، وأفلست الشركة تقريبًا. أطلق على«هارلي ديفيدسون» عدة أسماء للسخرية «هاردلي أبليسون»، «هاردلي دريفبل»، و «هوغلي فيرغسون».
في عام 1977، وفي أعقاب تصنيع ناجح لنسخة «الحرية» لإحياء الذكرى المئوية الثانية في أميركا عام 1976، أنتجت هارلي ديفيدسون ما أصبحت واحدة من أكثر الطرازات إثارة للجدل، هارلي ديفيدسون نسخة الكونفدرالية. كانت الدراجة بإضافات مميزة مثل الطلاء وتفاصيل الكونفدرالية محددة عليها.

### إعادة الهيكلة
باعت شركة الأمريكية للألات والمَصْبُوبات (AMF) هارلي ديفيدسون لمجموعة من ثلاثة عشر مستثمر بقيادة فوجن بيلز وويلي ديفيدسون بمبلغ 80 مليون دولار عام 1981. جُرِد المخزون بدقة باستخدام نظام الإنتاج المبرمج.
في مطلع ثمانينات القرن الماضي، ادعت هارلي ديفيدسون أن المصنعين اليابانيين يوردون الدراجات النارية إلى الولايات المتحدة بنفس الحجم الذي من شأنه الإضرار أو تهديد المنتجين المحليين. بعد تحقيق أجرته لجنة التجارة الدولية الأمريكية، فرض الرئيس ريغان عام 1983 تعريفة جمركية بمعدل 45% على الدراجات والدراجات المستوردة بقدرة محرك أكثر من 700 سي سي. رفضت هارلي ديفيدسون لاحقًا عروض المساعدة من صانعي الدراجات النارية اليابانية. ومع ذلك، لم تتقدم الشركة بطلب لإسقاط التعريفة في مقابل ضمانات قروض من اليابانيين.
اشترت هارلي ديفيدسون مخففات الصدمات ونظام التعليق الخلفي من المهندس الميسوري بيل ديفيس وطورها في سلسلتها سوفتيل [الإنجليزية]، عرضت عام 1984 مع سوفتيل اف أكس آس تي FXST.
في استجابة لخسارة ممكنة في سوق الدراجات النارية بسبب كبر أجيال الأربعينيات إلى الستينيات، اشترت هارلي ديفيدسون مصنع عربة المنزل المتنقلة الفاخرة هوليداي رامبلير (Holiday Rambler) عام 1986. باعت هارلي الشركة لشركة موناكو كوتش عام 1996.

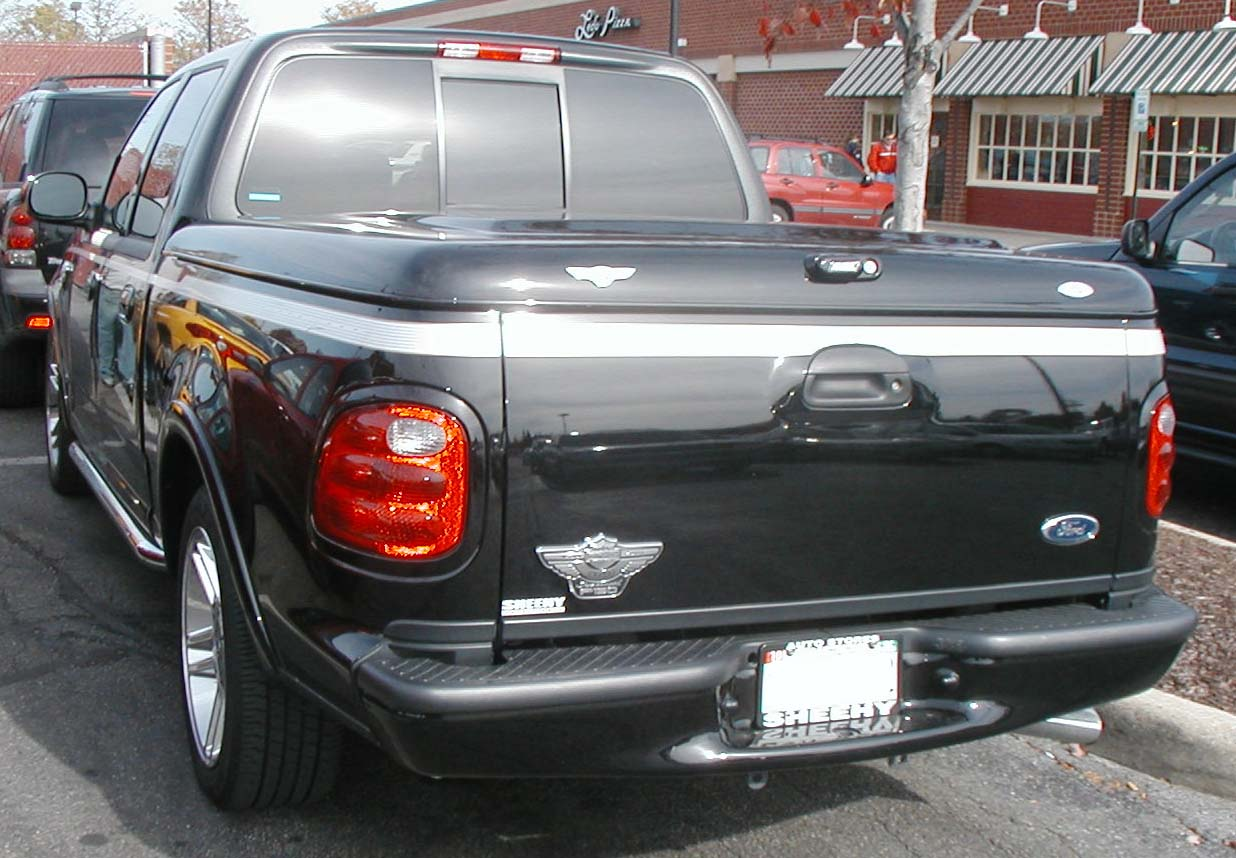
فورد آف-150 سوبر كرو
نسخة هارلي ديفيدسون

تم إدخال طراز «ستورجيس»، وضم حزام سير مزدوج للمحرك، وبحلول عام 1990، مع تقديم طراز الـ «فات بوي»"FatBoy"، أصبحت الهارلي مرة أخرى كبري الشركات في مبيعات درجات الوزن الثقيل (لأكثر من 750 سي سي) في السوق. في أثناء تقديم طراز فات بوي، انتشرت قصة بسرعة مستوحاة من الطلاء الفضي وغيره من الميزات المستوحاة من طائرةبوينغ بي 29 سوبر فورترس، واسم فات بوي مزيج من أسماء تماثل أسماء القنابل الذرية مثل فات مان وليتل بوي. ومع ذلك، فإن مرجع الأساطير الحضرية يسرد هذه القصة باعتبارها أسطورة حضرية.
شهد عامي 1993 و 1994 استبدال طرازات آف أكس آر مع دينا (آف أكس دي)، والتي أصبحت المطاط جبل FX كبير الإطار التوأم الوحيد في عام 1995. أعيد إحياء FXR لفترة وجيزة 1999-2000 بنسخ محدودة خاصة (آف أكس آر 2، 3 و 4).
اصدرت شركة فورد موتور طراز هارلي ديفيدسون لسلسلة فورد أف نسخة أف-150، مع إضافة شعار هارلي ديفيدسون. في عام 2002، وأضاف فورد محرك مزاد الشحن (5.4 آل) والتي استمرت حتى عام 2003. حمل طراز 2003 شارات الاحتفال بالذكرى السنوية 100 للشركتين على حد سواء. في عام 2004، تم تغيير شاحنة فورد / هارلي إلى سوبر ديوتي، الذي استمر حتى عام 2009. استأنفت فورد إنتاج نسخة هارلي ديفيدسون آف-150 لعام 2006. تواصل فورد إنتاج آف 150 نسخة هارلي ديفيدسون إلى طراز عام 2013.
بدأ بناء متحف هارلي ديفيدسون [الإنجليزية] في وادي مينوموني [الإنجليزية] في 1 يونيو 2006 بمبلغ 75 مليون دولار بمساحة 12,000 م2. افتتح عام 2008 ويحتوي مجموعة واسعة من الدراجات النارية التاريخية ومحفوظات الشركة، جنبا إلى جنب مع مساحة لمطعم ولمقهى ومساحة للإجتماعات.

### شركة بويل

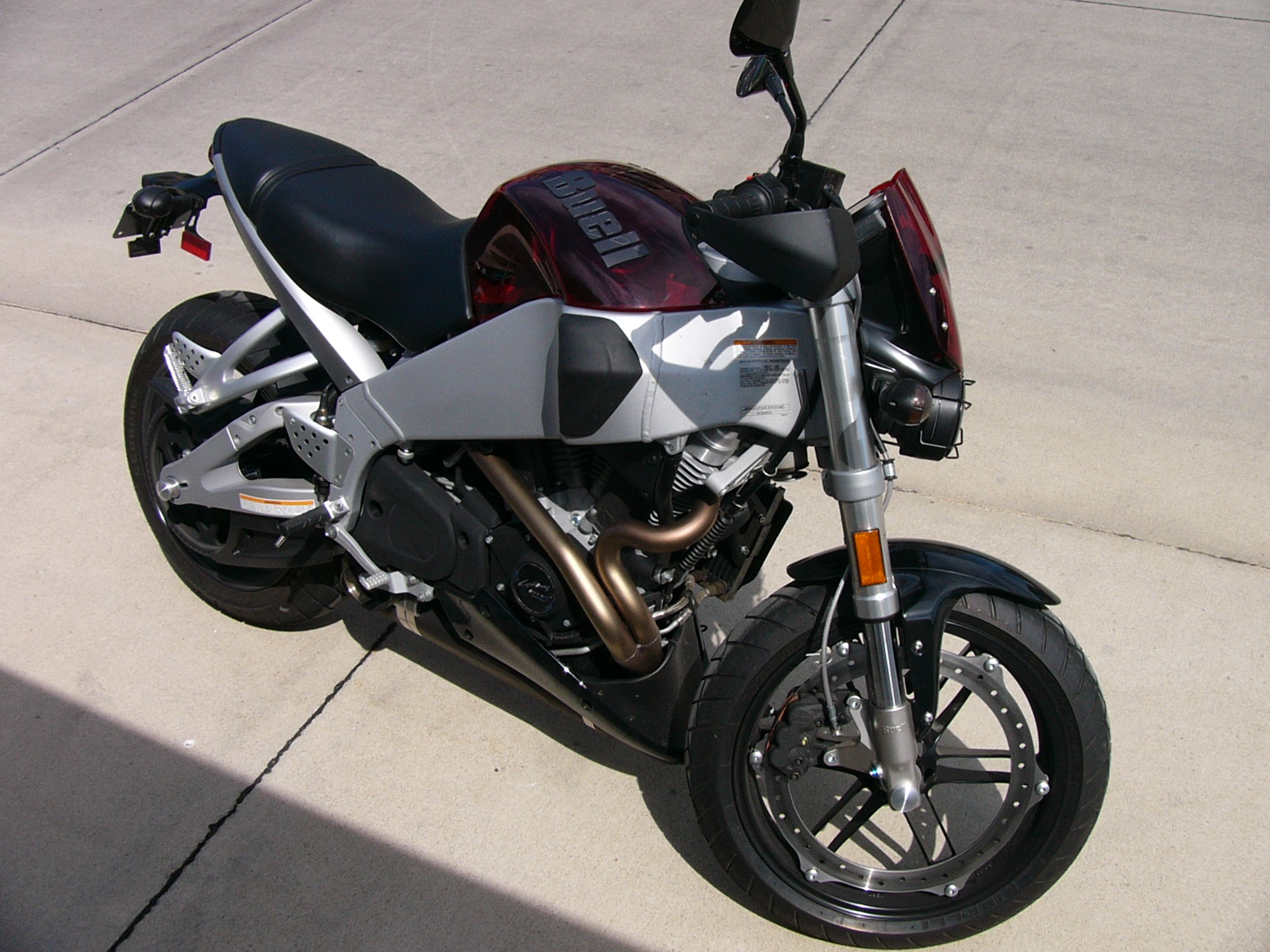
Buell Lightning XB9SX

تعاونت هارلي ديفيدسون مع الشركة المصنعة للدراجات النارية الرياضية بويل عام 1987 عندما زودت هارلي شركة بويل مع خمسين وحدة من محركات أكس آر 1000. واصلت بويل شراء محركات من هارلي ديفيدسون حتى عام 1993، عندما اشترت هارلي ديفيدسون تسعة وأربعين في المئة من شركة بويل للدراجات النارية. زادت هارلي ديفيدسون من حصتها في بويل إلى ثمانية وتسعين في المئة عام 1998، واستُكملت الملكية عام 2003.
في محاولة لجذب وافدين جدد إلى الدراجات النارية بشكل عام وإلى هارلي ديفيدسون على وجه الخصوص، طورت بويل دراجات نارية منخفضة التكلفة، وذات تكاليف صيانة منخفضة. كانت النتيجة دراجة بويل بلاست ذات الاسطوانة الواحدة المنتجة عام 2000، واستمرت إلى عام 2009، وهو العام الذي توقفت فيه بويل، ليكون السنة النهائية من الإنتاج.
أصدرت شركة هارلي ديفيدسون في بيان رسمي لها في 15 أكتوبر 2009، بأنه سيتم وقف خط إنتاج بويل على الفور. كان السبب المعلن لهذا الوقف هو التركيز على العلامة التجارية ‘هارلي ديفيدسون’. رفضت الشركة النظر في بيع بويل. أنشئت المؤسس إريك بويل لاحق سباق إريك بويل واستمر في تصنيع وتطوير دراجة السباقات آر آر 1125.

### التصنيع في الخارج
افتُتِح أول مصنع لهارلي ديفيدسون خارج الولايات المتحدة في ماناوس، البرازيل، في عام 1998، للاستفادة من المنطقة الاقتصادية الحرة هناك. وضع الموقع ليكون مركز لبيع الدراجات النارية في سوق أمريكا الجنوبية.

### التلاعب في أسعار الأسهم
خلال فترة ذروة الطلب، أواخر التسعينات وأوائل العقد الأول من القرن 21، شرعت هارلي ديفيدسون على تنفيذ برنامج توسع لزيادة عدد الوكلاء التجارين في جميع أنحاء الولايات المتحدة. في العادة كانت قوائم انتظار التجار الفعليين تمتد لمدة قد تصل إلى عام لبعض من الطرازات الأكثر شعبية. هارلي ديفيدسون، مثل مصنعي السيارات، تسجل المبيعات ليس عندما يشتري المستهلك المنتج، ولكن عندما يتم تسليمها إلى التاجر. وبالتالي، فمن الممكن للمنتج التضخم بأرقام المبيعات عن طريق اشتراط تجار القبول بالمزيد من المطلوب لتخزينه في ممارسة تسمى بالحشو. في أبريل عام 2004 وحده، انخفض سعر سهم "HOG" من 60 دولار إلى أقل من 40 دولار. مباشرة قبل هذا التراجع، الرئيس التنفيذي المتقاعد جيفري بلوشتين حقق ارباح 42 مليون دولار من ممارسة خيارات الأسهم للموظفين. اتهمت هارلي ديفيدسون في العديد من الدعاوى الجماعية المقدمة من قبل المستثمرين الذين قالوا انهم تعرضوا للاحتيال عمدًا من قبل لهارلي ديفيدسون. بحلول يناير 2007، بلغ سعر سهم هارلي ديفيدسون 70 دولار.

### مشاكل نماذج رجال الشرطة
بدأت العديد من إدارات الشرطة، بدءًا من حوالي عام 2000 تواجة مشاكل عدم الاستقرار عند السرعة العالية على الدراجات النارية هارلي ديفيدسون. قتل ضابط الشرطة بمدينة رالي، كارولاينا الشمالية، تشارلز بول، عندما دمرت دراجة نارية عام 2002 وثبت عدم استقرارها على الطريق. أجرت دورية الطرق السريعة بكاليفورنيا اختبار لدراجات الشرطة عام 2006. ذكر الدراجين في نتائج الاختبار انها تعاني من عدم الاستقرار أو تمايل على مسار الاختبار.

### إضراب 2007
عند انقضاء عقد نقابة العمال في 2 فبراير 2007، نظم 2,700 موظف في هارلي ديفيدسون بأكبر مصنع في يورك، بنسلفانيا إضرابا بعد فشلهم في الاتفاق على الأجور والفوائد الصحية. أثناء لإضراب، رفضت الشركة دفع أي مبالغ للرعاية الصحية للموظفين.
قبل يوم من الإضراب، صوت الاتحاد ضد العقد المقترح وأذنت بالإضراب، أغلقت الشركة عن الإنتاج في المصنع. مرفق نيويورك يوظف أكثر من 3,200 العمال، سواء بالاتحاد وغير الاتحاد.
أعلنت هارلي ديفيدسون في 16 فبراير 2007، أنها توصلت إلى اتفاق مع نقابة العمال في أكبر مصنع لها، وانفراجه في الإضراب لمدة أسبوعين. الإضراب عطل الإنتاج الوطني لهارلي ديفيدسون، وكان له آثار تموجت في اماكن بعيدة مثل ولاية ويسكونسن، حيث كانت قد وضعت 440 خارج العمل، والعديد من موردين هارلي أوقفت العمال بسبب الإضراب.

### مجموعة إم ڨي أجوستا
أعلنت هارلي ديفيدسون في 11 يوليو 2008، أنها وقعت اتفاقية نهائية للاستحواذ على مجموعة إم ڨي أجوستا بمبلغ 109 مليون دولار (70م يورو). تُصنع أجوستا نوعين من الدراجات النارية بخطي إنتاج: درجات عالية الأداء تحت العلامة التجارية إم ڨي أجوستا والعلامة التجارية كاجيڨا للدرجات خفيفة الوزن وقد تم الانتهاء من الاستحواذ في 8 أغسطس.
أعلنت هارلي ديفيدسون في 15 أكتوبر 2009، تصفية مصالحها في إم ڨي أجوستا. باعت شركة هارلي ديفيدسون إم ڨي أجوستا إلى كلاوديو كاستيغليوني، وإنهيت الصفقة في الأسبوع الأول من أغسطس 2010. كاستيغليوني هو صاحب الشركة السابق وكان رئيس أجوستا منذ أم اشترتها هارلي ديفيدسون عام 2008.

### السوق الهند
أعلنت هارلي ديفيدسون مخطط لدخول السوق في الهند في أغسطس 2009. بدأت في بيع الدراجات النارية هناك عام 2010. أنشأت الشركة شركة تابعة لها، هارلي ديفيدسون الهند، في مدينة جورجاون بالقرب من دلهي عام 2011، وانشئت شبكة متاجر هندية.

### الأزمة المالية
وفقًا لانتربراند، انخفضت قيمة العلامة التجارية لهارلي ديفيدسون بنسبة 43% لتصل إلى 4.34 مليار دولار عام 2009. ويعتقد أن انخفاض هذه القيمة متصلًا بانخفاض 66% في أرباح الشركة في ربعين من العام السابق. في 29 أبريل 2010، صرحت هارلي ديفيدسون بأنه يجب خفض 54 مليون دولار من تكاليف التصنيعلمنشآت الإنتاج في ولاية ويسكونسن، وأنهم سوف يبحثون عن مواقع بديلة الولايات المتحدة لتحقيق ذلك. وجاء هذا الإعلان في أعقاب عملية إعادة هيكلة الشركة على نطاق واسع، والتي بدأت في أوائل عام 2009، وشمل ذلك إغلاق مصنعين، ومركز توزيع، ومخطط لإِقْصاء ما يقرب من 25% من إجمالي القوة العاملة لديها (حوالي 3,500 موظف). أعلنت الشركة في 14 سبتمبر 2010 أنه ستُبقِى على وحدات الإنتاج بولاية ويسكونسن.

## الفِئات
تَضُم الدراجات النارية الحاملة لعلامات هارلي ديفيدسون التجارية المُوحده خمس فئات من الطرازات: التجوال، وسوفتيل، وداينا، وسبورتستر وڨي رود. تختلف هذه الفئات عن بعضها من ناحية الهيكل، والمحرك وغيرها من الخصائص.

### التجوال "تورنغ

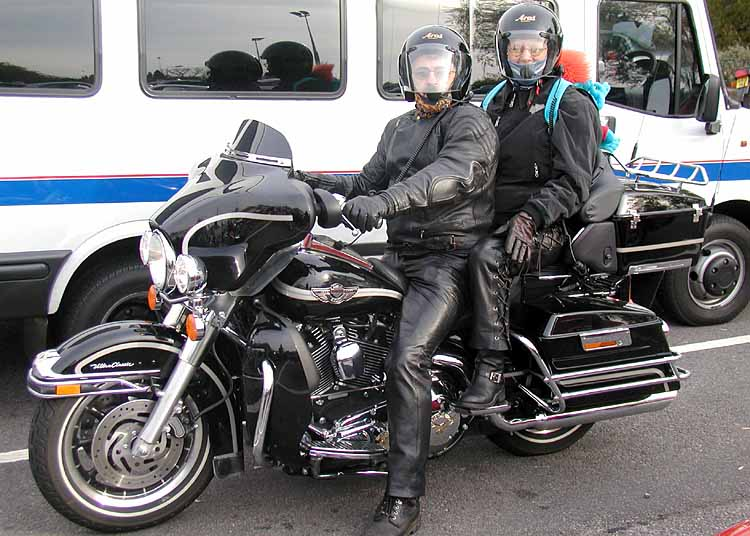
هارلي ديفيدسون إلكترا جليد.

فئة التِجّوال (بالإنجليزية: Touring)‏، تُعرف أيضا باسم «المُلَبَّس» (بالإنجليزية: dressers)‏، تشمل الفئة طِرازات:
- روّد كينج "Road King"
- روّد كينج كلاسيك "R. K. Classic"
- إلكترا جليد "Electra Glide"
- ستريت جليد "Street Glide"
- رود جليد "Road Glide"
- طِرازات إلكترا جليد

دراجات الروّد كينج لديها مظهر «الطراد الخلفي» مجهزة بحاجب ريح زجاجي واضح وكبير، وتشبه طرازات محركات التوأم الكبيرة من طرازات الأربعينيات والخمسينيات. تشتهر بكبر الحجم والأداء السلس وفخامتها. يُمكِن معرفة طراز إليكترا جليد بجبهته إنسيابية السطح [الإنجليزية] بالكامل. مُعظم طِرازات إليكترا جليد الرياضة بها حاجب ريح يشار له باسم «جناح الخفاش» نظرا لرشكله الجَلِيّ، بينما في روّد جليد ورود جليد الترا كلاسيك يشار إليه باسم «انف القرش»، ويتميز بوجود مصباح أمامي مزدوج.
تمييز فِئة التجوال بحقائب أسراجِها الكبيرة، ولفائف خلفية لتعليق الهوائي وللتكامُل مع أجهزة الراديو والاسلكي. تستخدم جميع طرازات التِجّوال نفس الهيكل، قٌدم للمرة الأولى مع محرك رأس المجرفة [الإنجليزية] عام 1980، واستمرت بترقيات متواضعة فقط حتى عام 2009، عندما أُعيِد التصْميم على نطاق واسع. يتميز الهيكل بوجود مقّود التوجيه في مقدمة «حاجب الريح» وكان أول إطار لهارلي يحوي مَطِيَّة مطاطية مجهزة بممتص صدمات لعزل الدراج عن اهتزازات المحرك V-التوأم الكبير.
تعديل الهيكل لطراز عام 1994، تميز بنقل خزان الوقود اسفل ناقل الحركة والبطارية لداخل جراب تحت المقعد. في عام 1997، تم تعديل الهيكل مرة أخرى للسماح لبطارية أكبر لوضعها تحت المقعد ولمقعد أقل ارتفاع. في عام 2007، قدمت هارلي ديفيدسون محرك بسعة 1,570 سي سي، وكذلك ناقل بستة سرعات لإعطاء الراكب سرعات أفضل على الطرق السريعة.

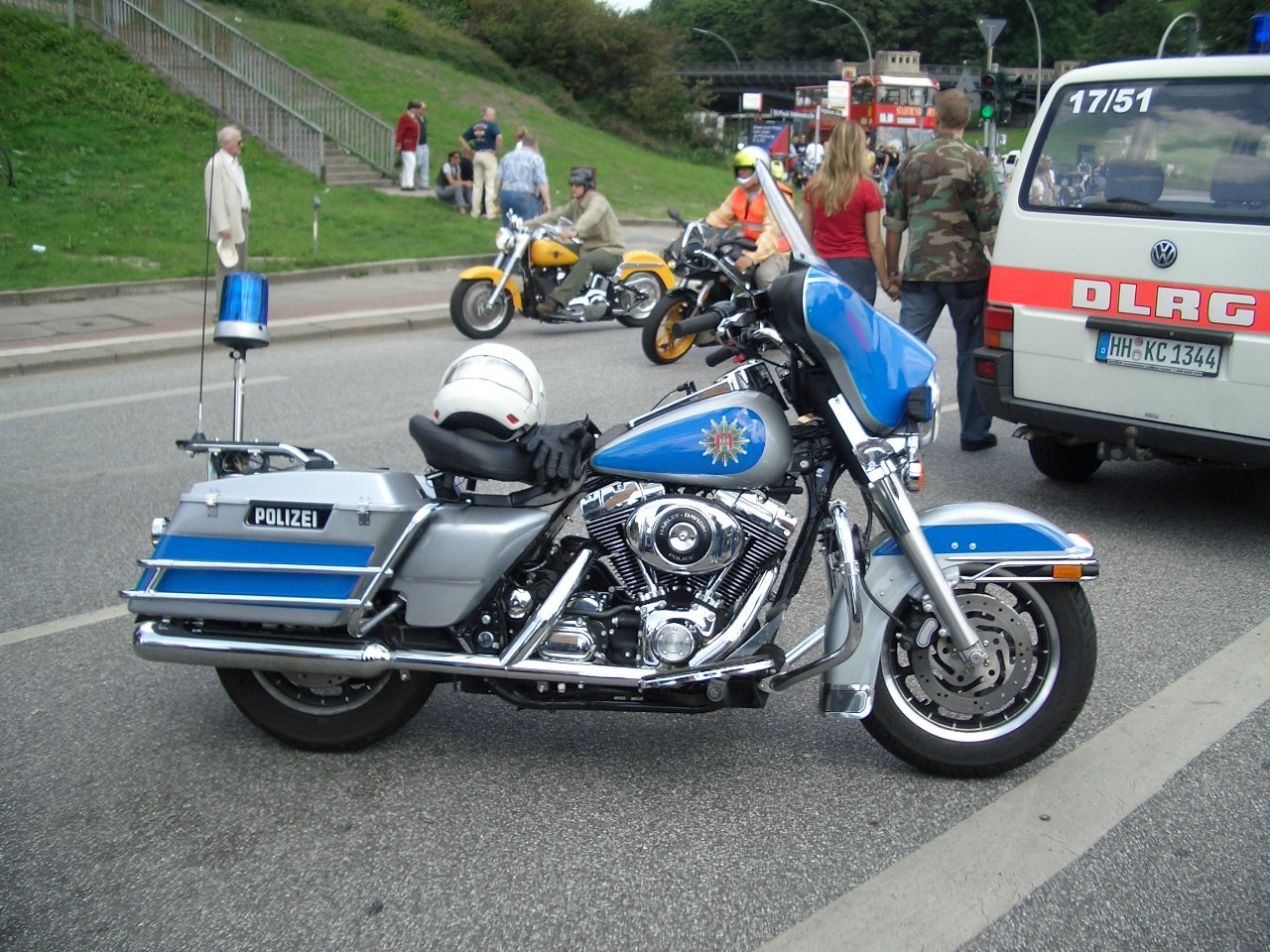
Hamburg Police Electra Glide.

قدمت هارلي ستريت جليد "FLHX"، الدراجة التي صممها ويلي ديفيدسون لركوبه الشخصية، إلى خط إنتاجها، في عام 2006.
أضاف هارلي أنظمة المكابح المانعة للانغلاق ونظام تثبيت السرعة عام 2008، وكانتا من خيارات التركيب في المصنع على كل طرازات التجوال (وبشكل قياسي في درجات التصنيع بالطلب وطرازات الذكرى السنوية) الجديد لعام 2008 أيضًا خزان وقود يسع 23 لتر، ودواسة وقود بواسطة أسلاك لجميع طرازات التجوال.
تمت إعادة تصميم هارلي ديفيدسون طراز 2009 من فئة التجول بالكامل وإضافة العديد من التغييرات، بما في ذلك في إطار جديد، وذرع ممتص صدمات جديد، ونظام محرك لتركيب المنقحة تماما، وعجلات أمامية 17 بوصة (430 ملم) لجميع الدرجات عدا روّد كينج «إف إل إتش آر سي كلاسيك» FLHRC. كما صدر نموذج عام 2009 هو "FLHTCUTG" ترا جليد الترا كلاسيك ، أول هارلي ثلاثي العجلات منذ توقف إنتاج السيارة سيرفي عام 1973. نموذج يتميز بهيكله الفريد من ومحرك خاص 1,690 سي سي.

### سوفتيل

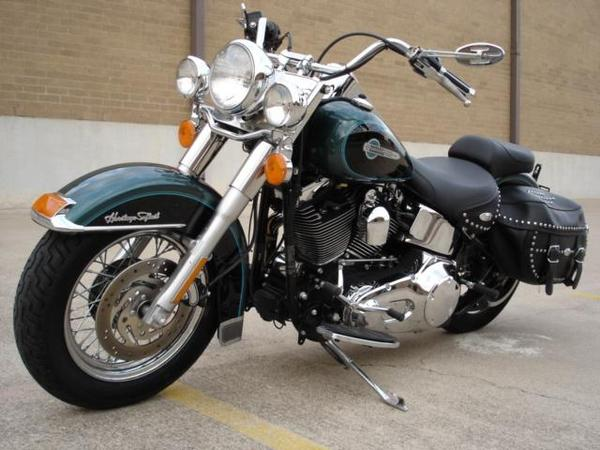
2002 Softail Heritage Classic.

تستفيد هذه الفئِة ذات محرك التوأم الكبير من قيم هارلي القوية في الحفاظ على التقاليد. نظام التعليق الخلفي للعجلات مخبأ تحت ناقل الحركة، فهي مشابهة خارجيًا «هّارد تِل» تشوبر الشعبية في الستينيات والسبعينات، فضلًا عن تاريخهم الهارلي في بدايتها. وتمشيا مع هذا التقليد، قدمت هارلي فئة سوفتيل ببعض الطرازات مع «سبرنجر» الجبهة تنتهي و «هيريتج» التصميم التي تتضمن تصميم العظة من طوال تاريخهم.
طِرازات فئة سوفتيل:
- سوفتيل هورتيج كلاسيك
- سوفتيل دوليكس
- فات بوّي
- برِيك آوت
- سوفتيل سلِم
- بلاك لاين

### داينا

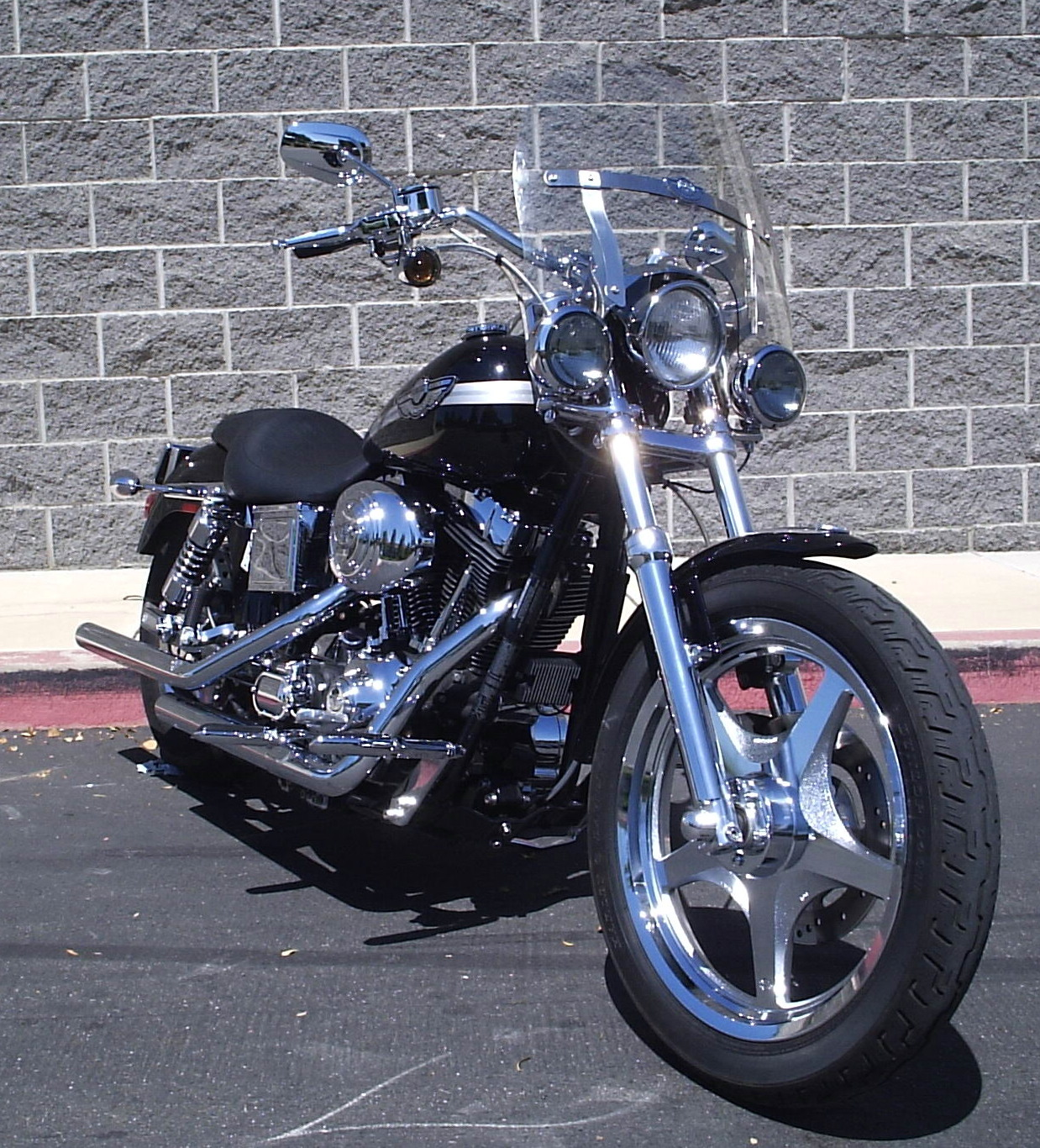
هاري ديفيدسون دينا طِراز 2003

صُنع هيكل الدراجات النارية داينا في أوائل التسعينيات، وظهر لأول مرة في طراز عام 1991 "FXDB Sturgis" عرضت أعداد محدودة. في عام 1992 واصل خط الإنتاج تمشيًا مع عدد محدود من " FXDB Daytona" وإنتاج نموذج "FXD Super Glide". تميزت هياكل داينا الجديدة بمحركات التوأم الكبيرة والتصميم التقليدي. ويمكن تمييزها عن سوفتيل التقليدية بنظام التعليق الذي يربط الذراع المتأرجحة إلى الهيكل، وعن سبورتستر عن طريق المحرك الأكبر حجما.
تستخدم فئة داينا محرك توأم بسعة 1,440 سي سي من عام 1999 إلى 2006. في عام 2007، تم زيادته إلى 1,570 سي سي، كما زادت الأشواط إلى 4.375 بوصة (111.1 مم). في نموذج عام 2012، بدأت الشركة بترقية محركات داينا إلى 1,690 سي سي. جميع طرازات داينا تستخدام مطاط مركب لعزل اهتزاز المحرك.

### سبورتِسّتِر

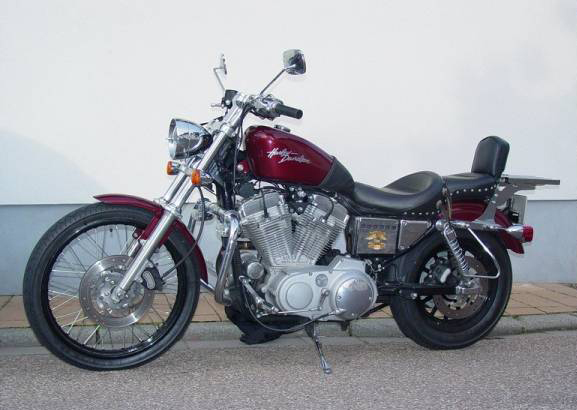
هارلي ديفيدسون سبورتستر 883 (2002)

قدمت عام 1957، تم ابتكار فئة سبورتستر كدراجات سباقات، وكانت شعبية على مسارات السباق المسطحة والترابيه خلال الستينيات والسبعينيات. أصغر وأخف وزنا من طرازات هارلي الأخرى، سبورتستر المعاصرة تستغل محرك 883 سي سي أو محركات 1,200 سي سي الثورية، على الرغم كثرة تعديلاتها، إلا أنها تبقى متشابهة مع طرازاتها الأولى.

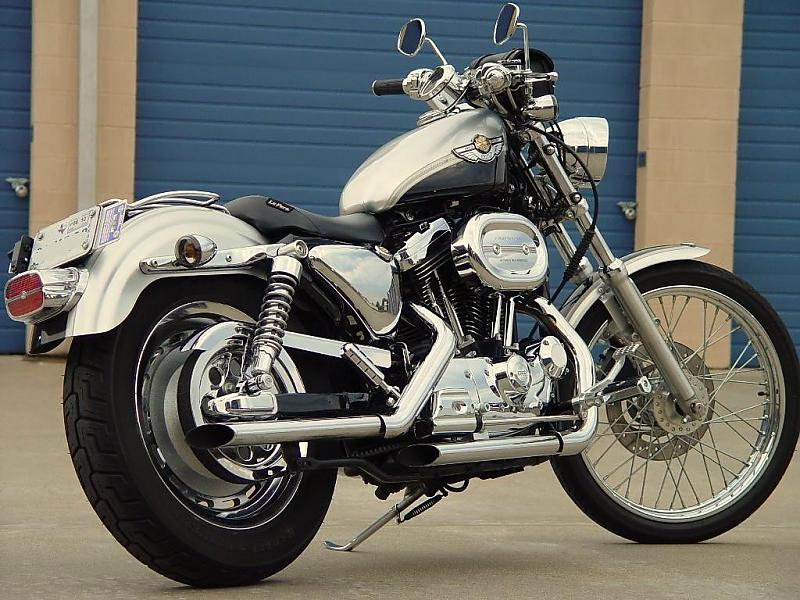
هارلي ديفيدسون أكس آل 1200 عدد مخصص للذكرى السنوية (2003)

حتى نموذج عام 2003، تم تركيب المحرك على سبورتستر بشكل صارم إلى الإطار. تلقى سبورتستر 2004 الإطار الجديد استيعاب محرك المطاط محمولة على شاحنات. جعلت هذه الدراجة أثقل وقللت من زاوية العجاف المتاحة، في حين خفض كمية الاهتزاز ينتقل إلى الإطار والمتسابق، وتوفير سلاسة ركوب للمتسابق والركاب.

### ڨي آر آس سي

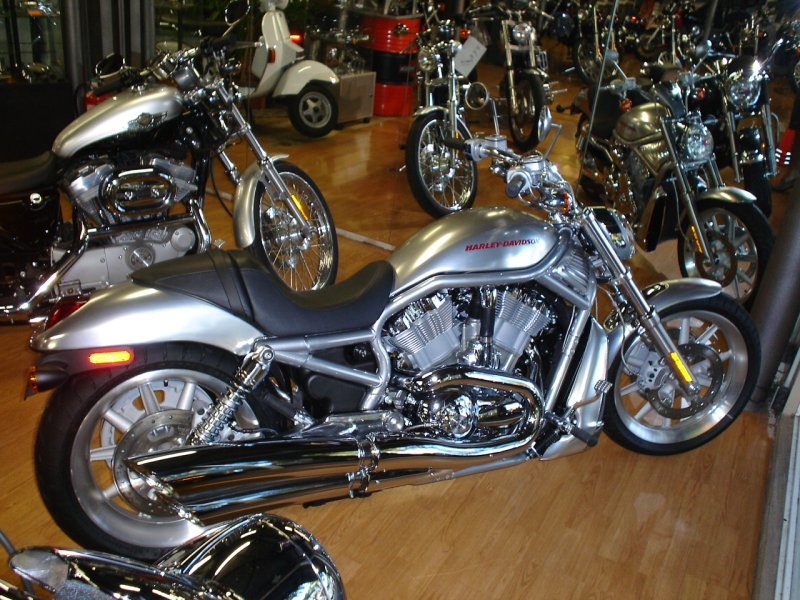
دراجة هارلي ديفيدسون ڨي روّد.

أُدخِلت فئة «ڨي آر آس سي» (VRSC) عام 2001، وتشبه إلى حد ما طرازات هارلي التقليدية. صُنعت لمنافسة الدراجات اليابانية والأمريكية من فئة الكروزر. محرك «ڨي رود» صنع بالاشتراك مع بورش، وذلك للمرة الأولى في تاريخ هارلي، شمل على عواميد كامة علوية والتبريد السائل. وV-رود مميزة بصريا، التعرف عليها بسهولة من قبل مشغل V-التوأم 60 درجة، والمبرد، وأعضاء الإطار تهذيب هيردوجييني التي تدعم ذهابا وتصدرت غلاف الهواء النظيف. كما تم استخدام منصة«ڨي آر آس سي» لمصنع الدراجات النارية السحب السباق.
في عام 2008، وأضاف هارلي نظام المكابح المانعة للانغلاق كخيار تثبيت المصنع على جميع نماذج. VRSC. كما زادت هارلي تشريد محرك السهم من 1,130 إلى 1,250 سي سي، الذي كان سابقا فقط كانت متاحة من سكريمن 'النسر، وأضاف الفاصل شبشب كتجهيز قياسي.
طرازات ڨي آر آس سي:
- نيت روّد (خاص).
- ڨي روّد مسكيل.

## المُحَرِّكات

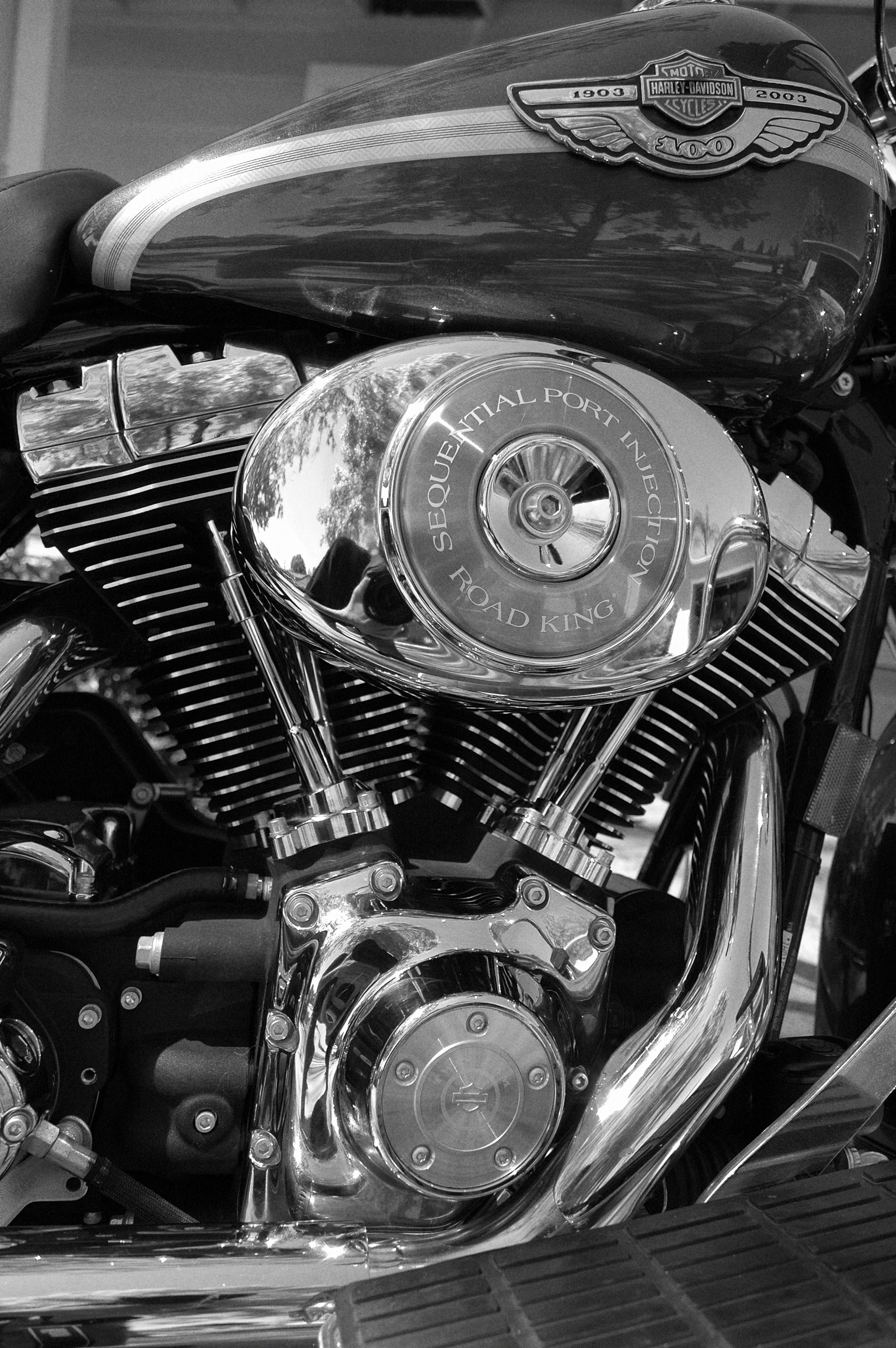
V-التوأم 1,450 سي سي

محركات هارلي ديفيدسون V-التوأم الكلاسيكية، لكل منها زاوية 45° بين الاسطوانات. العمود المرفقي بذراع واحد، وترتَبِط كل المكابس بهذا الذراع من خلال ذراع التوصيل.
تندرج الزاوية 45° للإسطوانة "V" تحت العديد من براءات الاختراع الولايات المتحدة وهي مبادلة هندسية تسمح للمحرك الكبير بعزم دوران عالي في مساحة صغيرة. يتسبب ذلك في اشعال الاسطوانات على فترات متفاوتة وتنتج تقطع منتظم حيث ترتبط قوته بالعلامة التجارية لهارلي ديفيدسون.
لتبسيط المحرك وخفض التكاليف، تم تصميم محرك V-التوأم للعمل مع مجموعة واحدة من النقاط وليس التوزيع. هذا ما يعرف باسم نظام حقن الوقود المزدوج، مُتسببة في إشعال كلا الشمعتين بغض النظر عن أي الأسطوانات في شوط الكباس، مع اشعال آخر مع شوط إطلاق عادم الأسطوانة، على نحو فعال «إضاعة شرارة». مذكرة العادم هو في الأساس الصوت الهدر مبحوح مع بعض تفرقع. تصميم 45° للمحرك يؤدي بالتالي إلى خلق تسلسل المكونات اطلاق النار على هذا النحو: أول حرائق اسطوانة، والثانية (من الخلف) حرائق اسطوانة 315 درجة في وقت لاحق، ثم هناك فجوة 405° حتى أول حرائق اسطوانة مرة أخرى، وإعطاء محركها الصوت الفريد.
استخدمت هارلي ديفيدسون أنظمة إشعال مختلفة طوال تاريخها - سواء كان المعتمدة النقاط سابقًا ونظام المكثف، (محرك التوأم الكبير يصل إلى 1978 وسبورت ستريت 1970-1978)، ونظام مغناطيسي الإشعال المستخدمة في 1958-1969 سبورت ستريت، الالكترونية في وقت مبكر مع التقدم الميكانيكية الطرد المركزي الأوزان، (جميع الموديلات 1978 ونصف إلى 1979)، أو في وقت متأخر الإلكترونية مع وحدة التحكم بترانزستور الاشتعال، المعروفة أكثر باسم حميمه مربع أسود أو الدماغ، (جميع الموديلات 1980 إلى الوقت الحاضر).
طرحت الشركة الحقن الإلكتروني للوقود 1995 كخيار للذكرى 30 إليكترا جليد. أصبح نظام الحقن الإلكتروني على مستوى جميع الدراجات النارية هارلي ديفيدسون، بما في ذلك فئة سبورت ستريت، عند إدخال خط الإنتاج عام 2007.
في عام 1991، بدأت هارلي ديفيدسون المشاركة في الفريق العامل بجودة الصوت، التي أسسها مختبرات أورفيلد، وبرييل وكيير [الإنجليزية]، وتيك [الإنجليزية]، وياماها، وسنهيسر، وخدمة الرسائل القصيرة وكورتكس. وكانت هذه المجموعة الأولى في البلاد لمشاركة البحوث على الصوتيات المرتبطة بالنفسيه. في وقت لاحق من ذلك العام، شاركت هارلي ديفيدسون في سلسلة من الدراسات جودة الصوت في مختبرات أورفيلد، بناء على التسجيلات التي اتخذت فيتالاديجا سوبرسبيدوي [الإنجليزية]، بهدف خفض مستوى الصوت لتتطابق مع معايير الاتحاد الأوروبي أثناء التقاط تحليلي «لصوت الهارلي». أدى هذا البحث في الدراجات التي تم تقديمها إلي الامتثال مع معايير الاتحاد الأوروبي لعام 1998.
في 1 فبراير 1994، قدمت هارلي ديفيدسون نموذج طلب لعلامة تجارية لصوت المحرك المميز لدراجات الهارلي. تتكون العلامة من صوت العادم للدراجات، الذي يصدر من محركات V-التوأم، محور المرفق [الإنجليزية] الأكثر شيوعًا وقيد الاستخدام. "قدمت تسعة منافسين لهارلي ديفيدسون تعليقات معارضة لهذا الطلب، بحجة أن الدراجات النارية على غرار الطراد "كروزر" من مختلف الماركات تستخدم محور مرفق واحدة محرك V-التوأم التي تنتج صوت مماثل. وأعقب هذه الاعتراضات دعاوى قضائية. في يونيو 2000، تنازلت الشركة عن كل الجهود المبذولة لتسجيل علامتها التجارية.

## السجل البيئي
أجرت وكالة حماية البيئة الأمريكية اختبارات على الانبعاثات من درجات هارلي ديفيدسون في آن أربور، ميشيغان، عام 2005. حصلت هارلي ديفيدسون لاحقًا على شهادة «الضمان البيئية» التي تضمن لكل مالك أن الدراجة تم تصميمها وتصنيعها خالية من أي عيوب في المواد أو التصنيع التي من شأنها أن تتسبب في عدم تلبية معايير وكالة حماية البيئة. في عام 2005، أكدت وكالة حماية البيئة وقسم حماية البيئة بولاية بنسلفانيا أن هارلي ديفيدسون الشركة الأولى التي انخرطت طوعًا في «برنامج واحد للتطهير» لحماية البيئة.يهدف هذا البرنامج لتنظيف التربة المتأثرة والمياه الجوفية في مَعْمَل يورك للمعدات الحربية البحرية السابق. ويدعم البرنامج من قبل الدولة والحكومة المحلية جنبًا إلى جنب مع المنظمات المشاركة والشركات.
هنأ بول غوتفريد، مدير العمليات في وكالة حماية البيئة، الشركة:
اشترى ت هارلي ديفيدسون أيضًا معظم شركة كاستولّي، وهي مُنْتِج جنوب أسترالي لعجلات الدراجات. وقد وضعت حكومة جنوب أستراليا عليها «حماية للمشتري (هارلي ديفيدسون) ضد المخاطر البيئية».

## التأثير في المجتمع

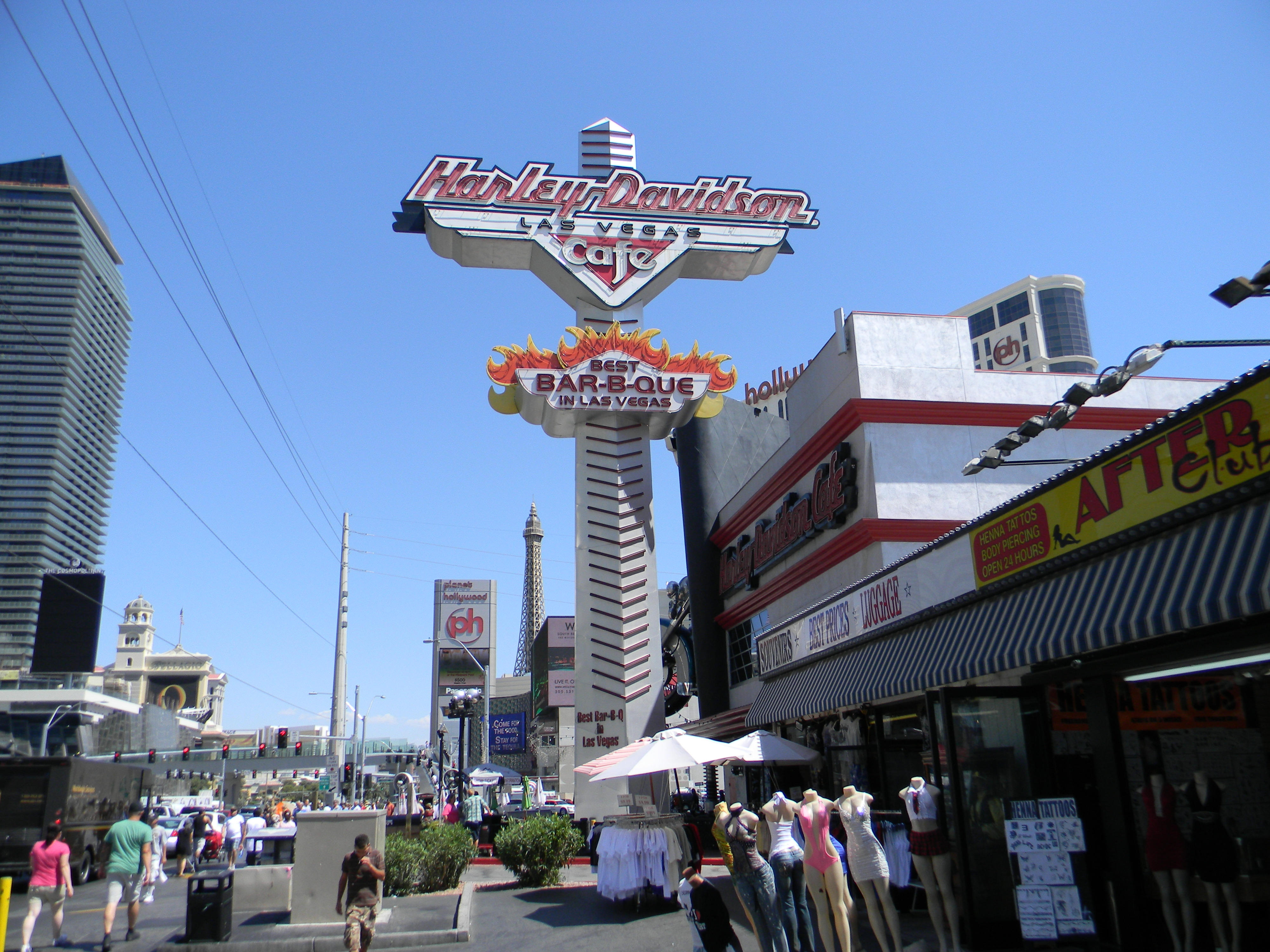
مقهى هارلي ديفيدسون في مدينة لاس فيغاس

وفقا لدراسة هارلي ديفيدسون الأخيرة، في عام 1987 نصف جميع الدراجين هارلي كانوا تحت سن 35. . الآن، فقط 15٪ من المشترين هارلي هي تحت 35، واعتبارا من عام 2005، أن متوسط العمر قد ارتفع إلى 46.7.
وقد ارتفع دخل متوسط هارلي ديفيدسون متسابق، كذلك. في عام 1987، كان متوسط دخل الأسرة من هارلي ديفيدسون متسابق 38000 $. بحلول عام 1997، ومتوسط دخل الأسرة بالنسبة لأولئك الدراجين وكان أكثر من الضعف، إلى 83,000 $. .
هارلي ديفيدسون تجذب المجتمع العلامة التجارية ولاء، مع الترخيص المحاسبة شعار هارلي ديفيدسون للما يقرب من 5٪ من صافي عائدات الشركة (41 مليون دولار في عام 2004). هارلي ديفيدسون لوازم العديد من قوات الشرطة الأمريكية مع بهم أساطيل دراجة نارية.
لطالما ارتبطت الدراجات النارية هارلي ديفيدسون مع الثقافات الفرعية للراكب الدراجة النارية، نوادي الدراجات النارية، ونوادي الدراجات النارية الخارجة عن القانون، أو واحد percenters

### لقب "هّوج

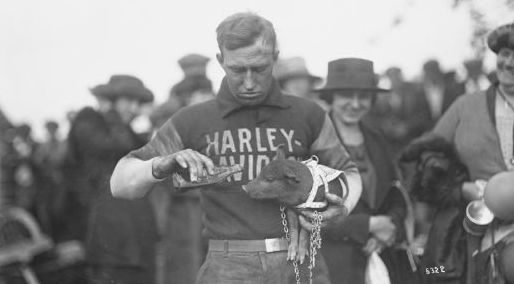
راي ويشار يُسقي خنزير جالب الحظ الفريق الصودا.

بدأ فريق من فتيان المزارعين، عام 1920، بما فيهم راي ويشار [الإنجليزية]، وأصبحوا يعرفون باسم «الفتيان الخنازير»(hog boys)، الفوز باستمرار السباقات. كان للفريقخنزير حي جالب للحظ خاص بهم. بعد الفوز، يضعوا الخنزير على الهارلي ويأخذونه في جولة احتفال بالنصر. في عام 1983، شكلت الشركة نادٍ لمالكي مُنتجاتها للإستفادة من القب من خلال تحويل ‹HOG› بمعنى حنزير إلى اختصار كلمة مجموعة ملاك هارلي (بالإنجليزية:  Harley Owners Group)‏. حاولت هارلي ديفيدسون أخذ العلامة التجارية ‹HOG› «خنزير»، لكنها هارلي خسرت القضية ضد مزرعة خنازير تقع بويست سينيكا، نيويورك. قضت محكمة الاستئناف عام 1999 بأن اختصار «هوج» أصبح مصطلح عام للدراجات النارية الكبيرة وكانت تلك علامة تجارية غير محمية.
في 15 أغسطس 2006، حولت شركة هارلي ديفيدسون رمزها في بورصة نيويورك HDI إلى HOG.

### مجموعة ملاك الهارلي

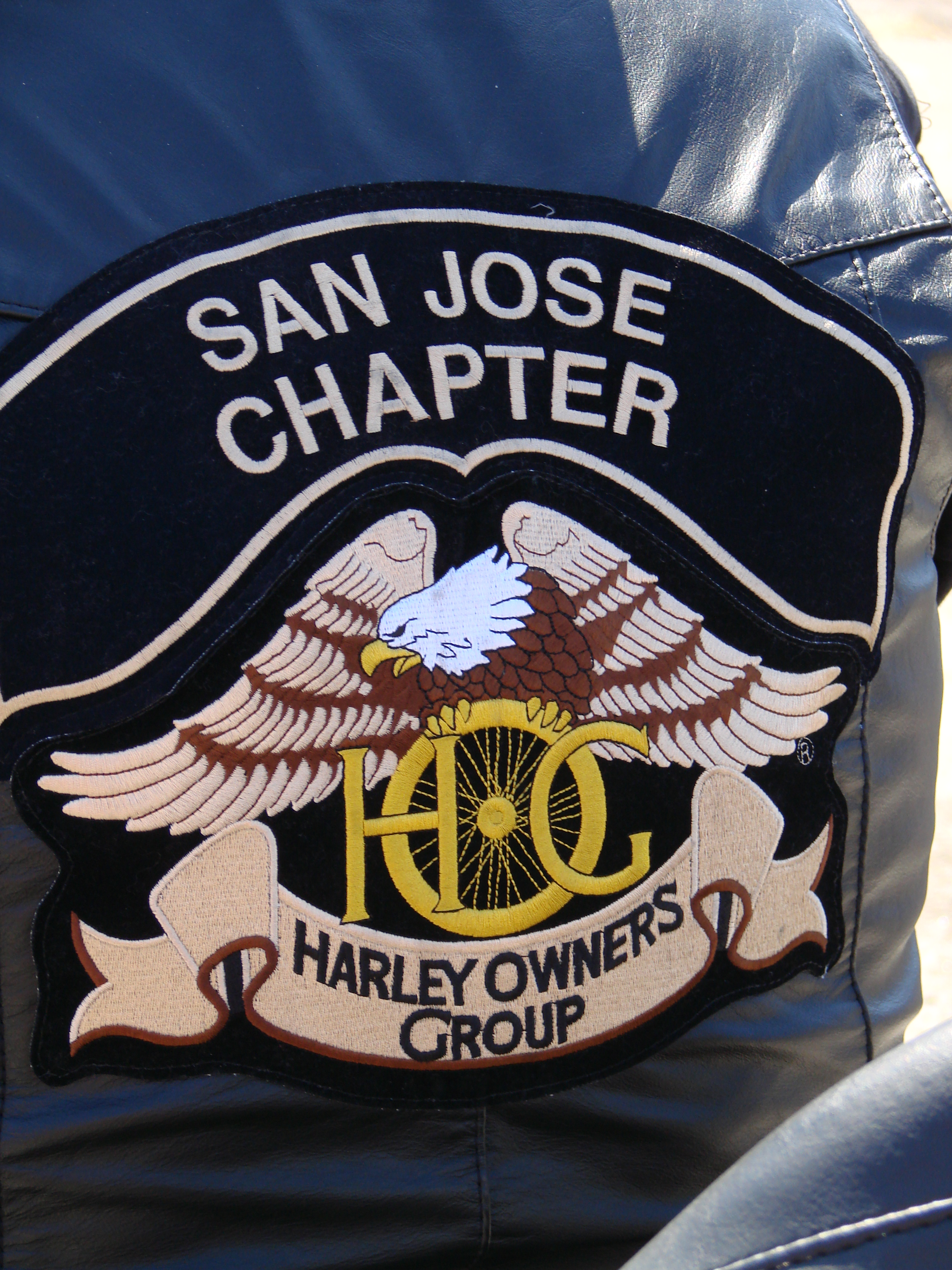
سترة مكتوب عليها مجموعة ملاك هارلي (HOG).

أسست هارلي ديفيدسون مجموعة ملاك هارلي (بالإنجليزية: Harley Owners Group)‏ عام 1983 بناًء على ولاء عشاق هارلي ديفيدسون كوسيلة للترويج لها كنمط حياة جنبًا إلى جنب مع منتجاتها. فتحت المجموعة مصادر جديدة للدخل للشركة، بإنتاج البضائع المعروضة لأعضاء النادي، الذين يبلغ عددهم أكثر من مليون عضو. العلامات التجارية الآخرى، حتى خارج صناعة الدرجات أنشأت أيضا الأندية التي ترعاها لتسويق المنتجات الخاصة بهم. ينفق أعضاء المجموعة عادة 30% أكثر من مُلاكي الهارلي الآخرين، على أغراض مثل الملابس والأحداث التي ترعاها هارلي ديفيدسون.
أصبحت المجموعة على نطاق دولي، مع أول رالي رسمي للمجموعة في أوروبا في 1991، بشلتنهام، إنجلترا. اليوم، أكثر من مليون عضو وأكثر من 1400 فرع في جميع أنحاء العالم جعلت من مجموعة ملاك الهارلي أكبر منظمة للدراجات النارية في العالم برعاية مصنع.
تشمل المزايا الدراجة في مجموعات، المنتجات الحصرية والخصومات على المنتجات، وخصومات التأمين. يتم تضمين عضوية واحدة كاملة بشراء دراجة جديدة، وغير مسجلة بهارلي ديفيدسون.
احتفلت مجموعة ملاك هارلي عام 2008، بالذكرى الخامس والعشرون لها بالتزامن مع الأحتفال السنوي 105 للهارلي في ولاية ويسكونسن ميلووكي.

### جولات المصانع والمتحف

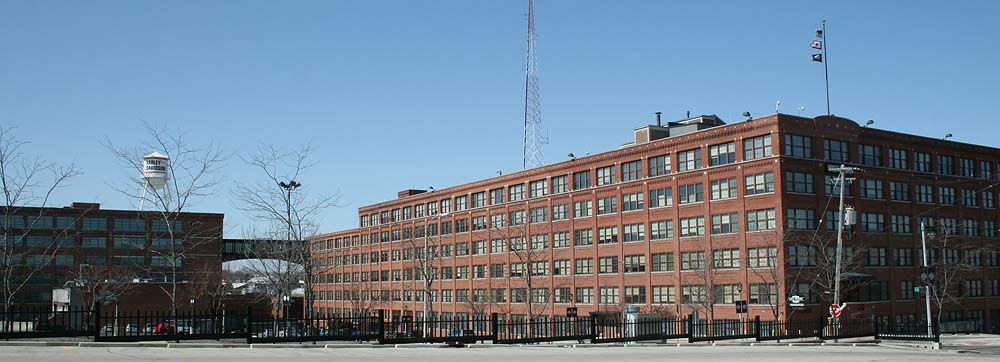

تقدم هارلي ديفيدسون رحلات للمصانع في أربعة من مواقع التصنيع، ولمتحف هارلي دافيدسون، الذي افتتح عام 2008، يحتوي على معروضات تُسرد تاريخ هارلي ديفيدسون، والثقافة التي ارتبطت به، والدرجات، ومحفوظات الشركة.
- يورك، بنسلفانيا - عمليات الألات: موقع التصنيع لفئة التورنغ «التجول»، والسوفتيل، والألات المخصصة.
- توماهوك، ويسكونسن - عمليات توماهوك: مرفق تصنيع العربة المسحوبه، حقائب السرج والزجاج الأمامي، وأكثر من ذلك.
- كانزاس سيتي، ميزوري - عمليات تكوين المحرك: موقع تصنيع «سبورتستر»، و«في آر إس سي»، وغيرها من الدرجات.
- مينوموني فولز، ويسكونسن - مسار تكوين المحرك: نوعين من الجولات.
- ميلواكي، ويسكنسن - متحف هارلي ديفيدسون: الأرشيف؛ المعروضات من الناس، والمنتجات، والثقافة، والتاريخ، مطعم ومقهى، ومتجر المتحف.

نظرا لتوحيد العمليات، تم إغلاق جولة مركز كابيتول دريف في اواتوزا، ويسكونسن عام 2009.

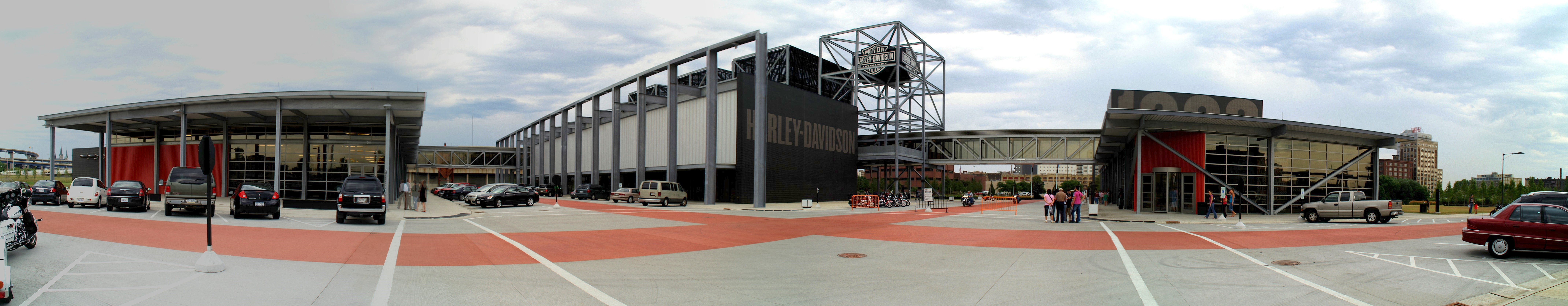
صورة بانورامية لمتحف هارلي ديفيدسون، المنظر من ساحة انتظار السيارات

### الاحتفالات بالذكرى السنوية
بداية مع الذكرى التسعون لهارلي ديفيدسون عام 1993، أقامت هارلي ديفيدسون جولات احتفالية بميلواكي تسمى «طريقنا إلى المنزل». استمر هذا التقليد الجديد كل 5 سنوات، ويشار إليه بشكل غير رسمي باسم مهرجان هارلي "Harleyfest،" تماشيًا مع المهرجانات الأخرى بميلووكي (مهرجان الصيف، والمهرجان الألمانية، والمهرجان الإيطالية). هذا الحدث يجمع دراجين هارلي من جميع أنحاء العالم. عقد الاحتفال بالذكرى 105 على 28-31 أغسطس، 2008، شملت الأحداث في ميلواكي، كيشا، راسين، ومقاطعة كينوشا، في جنوب شرق ولاية ويسكونسن.

## طالع أيضًا
- هارلي-ديفيدسون XR-750
- قائمة دراجات دوجلاس النارية